# Tarazona
Tarazona es un municipio y una ciudad española perteneciente a la provincia de Zaragoza, en la comunidad autónoma de Aragón. Es la capital de la comarca de Tarazona y el Moncayo, cabeza del partido judicial homónimo y sede episcopal de la diócesis de Tarazona desde al menos el año 449.
Ocupa un espacio geográfico que históricamente ha sido frontera entre los reinos de Castilla, Navarra y Aragón. Esta singularidad, unida a que la comarca es un paso natural entre la Meseta Norte y el valle medio del río Ebro, han otorgado a Tarazona un carácter estratégico durante siglos. La ciudad se convirtió en la Edad Media en un enclave de referencia para las relaciones comerciales, diplomáticas, militares y religiosas —la diócesis estaba conformada por territorios de tres reinos distintos—. Sin embargo, la progresiva unificación de las Coronas de Castilla y Aragón fue devaluando ese valor estratégico. Hasta entonces, Tarazona fue testigo de bodas reales, pactos, guerras y celebraciones de Cortes.
La fundación prerromana de la ciudad —así como su temprana designación como sede episcopal— han ido conformando el casco antiguo como un espacio monumental y con un gran valor histórico-artístico. La convivencia pacífica durante siglos de comunidades cristianas, judías y musulmanas ha enriquecido todavía más el conjunto urbano. El patrimonio turiasonense abarca desde el siglo I a. C. hasta el siglo XX. Tarazona cuenta con una larga tradición industrial, de cuyas numerosas fábricas quedan importantes vestigios de patrimonio industrial.

## Geografía
Integrado en la comarca de Tarazona y el Moncayo, de la que ejerce de capital, se sitúa a 86 kilómetros de la capital aragonesa. El término municipal está atravesado por las carreteras nacionales N-122, que une Soria con Zaragoza, y N-121, que se dirige hacia Tudela, además de por carreteras locales que permiten la comunicación con Santa Cruz de Moncayo, Grisel, El Buste y Vierlas.  
Emplazada en el valle medio del río Queiles, el municipio es una encrucijada de caminos entre Aragón, La Rioja, Navarra y Castilla y León. El núcleo urbano está formado, de una parte, por los barrios altos de San Miguel, La Almehora y el Cinto (trama medieval encintada por la muralla), y de otra, por los barrios de más reciente creación como Capuchinos, la Inmaculada, la Faceda y Turiaso Este. Además del núcleo principal, existen tres pedanías que en el pasado fueron municipios segregados: Tórtoles, Cunchillos y Torres de Montecierzo (Valverde). 
En la actualidad, Tarazona ya no dispone de acceso por ferrocarril, aunque llegó a tener dos estaciones pertenecientes a dos líneas férreas diferentes. La estación de Tarazona, que dio servicio entre 1885 y 1972 en la línea Tudela-Tarazona, también conocido popularmente como el tarazonica o el escachamatas. Esta infraestructura ha sido reconvertida en la vía verde del Tarazonica. Y la estación de Tarazona-La Nava, situada a unos 10 km del centro urbano, perteneciente a la línea Soria-Castejón, que dejó de dar servicio en 1996, aunque no está oficialmente cerrada.
| Noroeste: Fitero (Navarra) y Cervera del Río Alhama (La Rioja) | Norte: Tudela (Navarra), Cascante (Navarra), Monteagudo (Navarra), Novallas, Vierlas, Malón y Barillas (Navarra) | Noreste: Ablitas (Navarra) y Borja |
| Oeste: Cervera del Río Alhama (La Rioja) y Ágreda (Soria)      | | Este: Borja y El Buste             |
| Suroeste: Los Fayos y Ágreda (Soria)                           | Sur: Torrellas, Santa Cruz de Moncayo, Grisel y Vera de Moncayo                                                  | Sureste: Borja y Vera de Moncayo   |

El exclave del Moncayo limita con Los Fayos, Santa Cruz de Moncayo, Grisel, Lituénigo, San Martín de la Virgen de Moncayo, Litago, Trasmoz (exclave), Añón de Moncayo, Ágreda (Soria) y Vozmediano (Soria). 

### El Moncayo y la biodiversidad
El extenso término municipal de Tarazona presenta diferentes ecosistemas y marcados contrastes. El relieve varía desde las zonas áridas más cercanas al río Ebro hasta la sierra del Moncayo. Entre ambos extremos se pueden observar las dehesas del somontano, el parque natural del Moncayo y la vega del río Queiles, que permite el acceso a Navarra. Al noroeste, los Montes del Cierzo alcanzan los 861 metros (pico Muga) y llegan hasta el límite con La Rioja, si bien, las mayores altitudes se alcanzan al suroeste, donde se alza el pico Moncayo (2314 metros), en el límite con la provincia de Soria. Finalmente, al sureste, se alza aislado el pico Boquerón (804 metros). La altitud oscila entre los 2314 metros y los 440 metros a orillas del río Queiles. La ciudad se alza a 480 metros sobre el nivel del mar. 
El Moncayo presenta una gradación bioclimática escalonada muy heterogénea, que varía desde restos de glaciares hasta bosques frondosos de haya, carrasca, roble, pino y enebro. Todo ello confiere a Tarazona una gran biodiversidad en su flora y fauna.
En la zona de Agramonte se ubican las ruinas del antiguo sanatorio de tuberculosos.

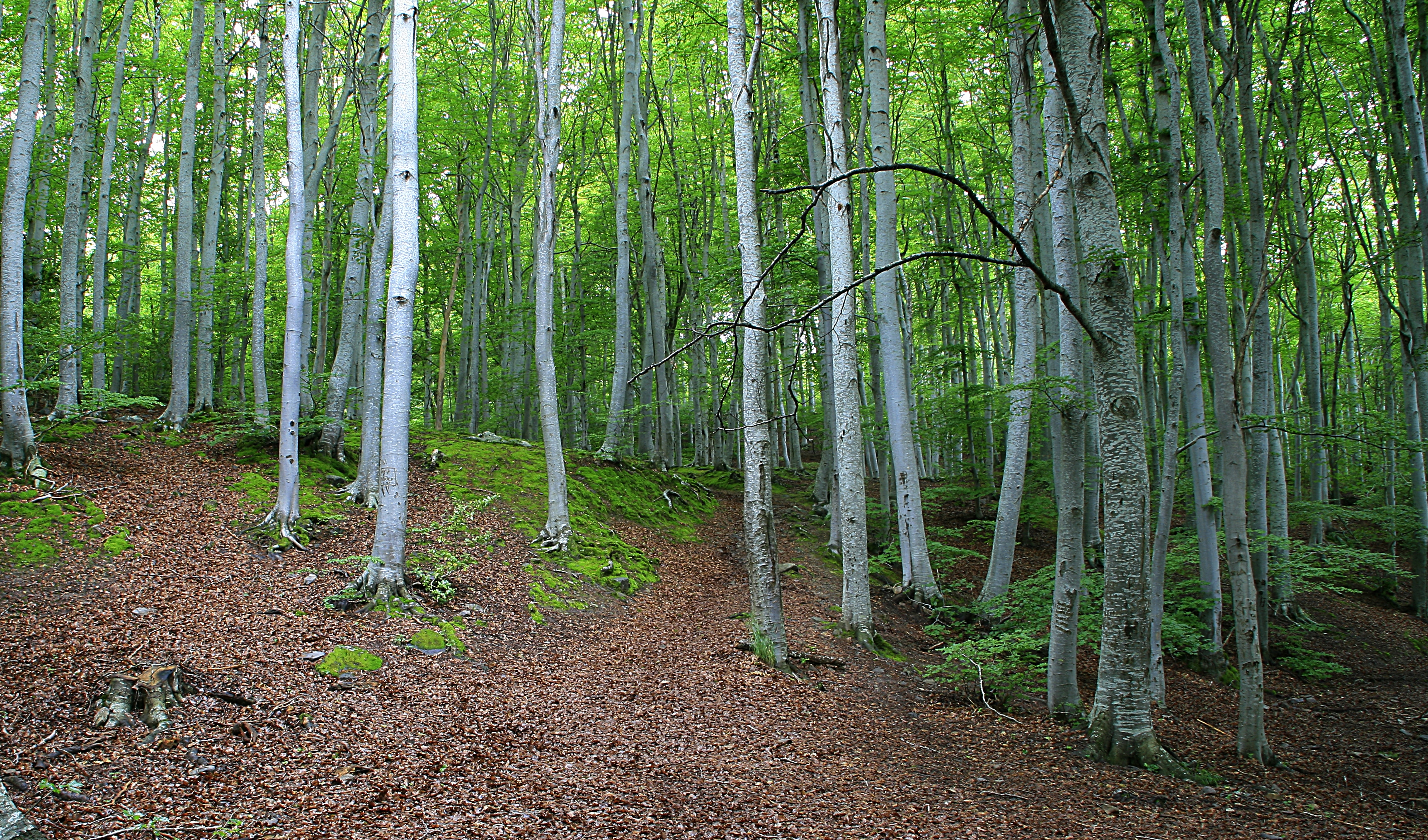
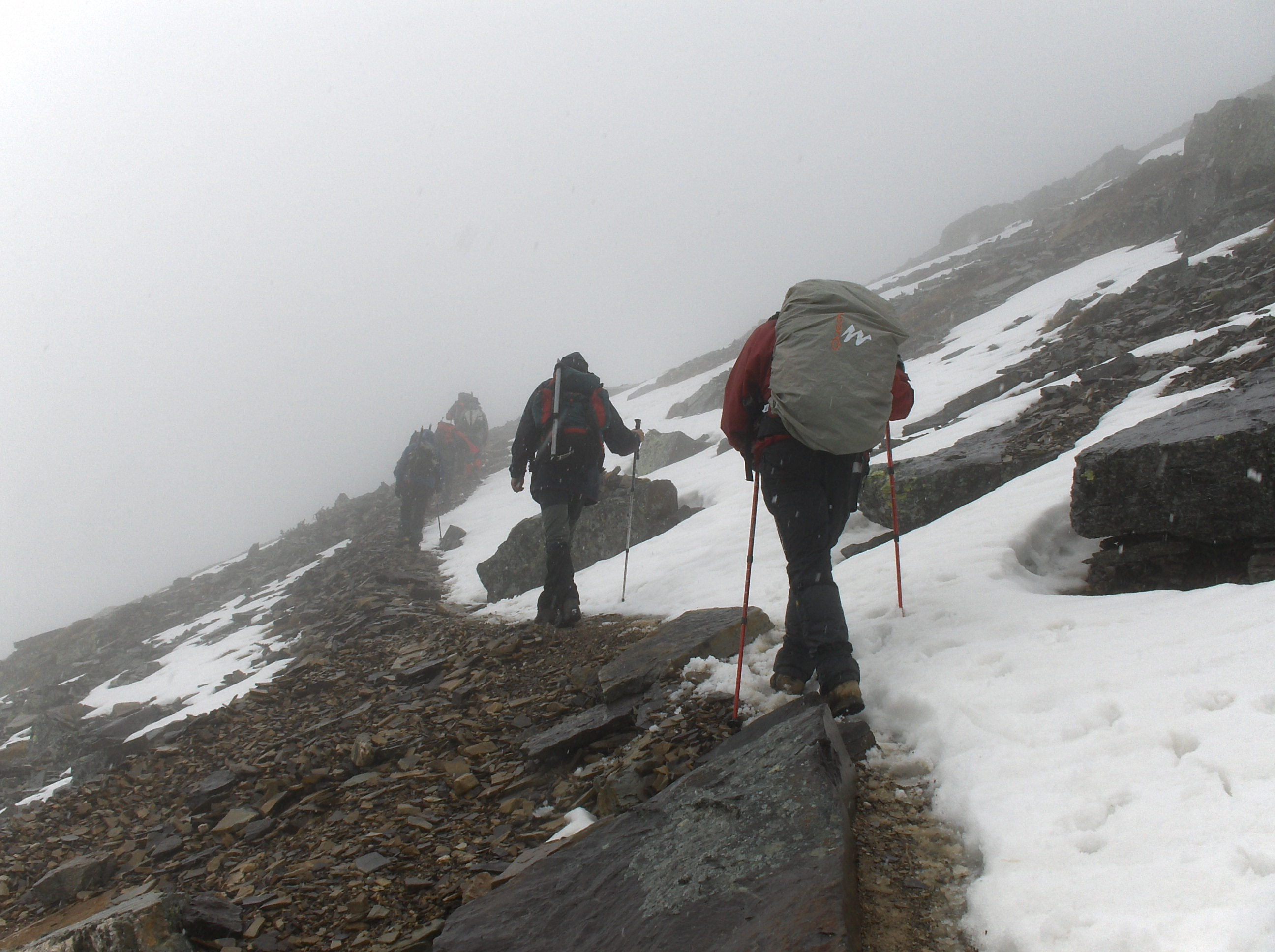
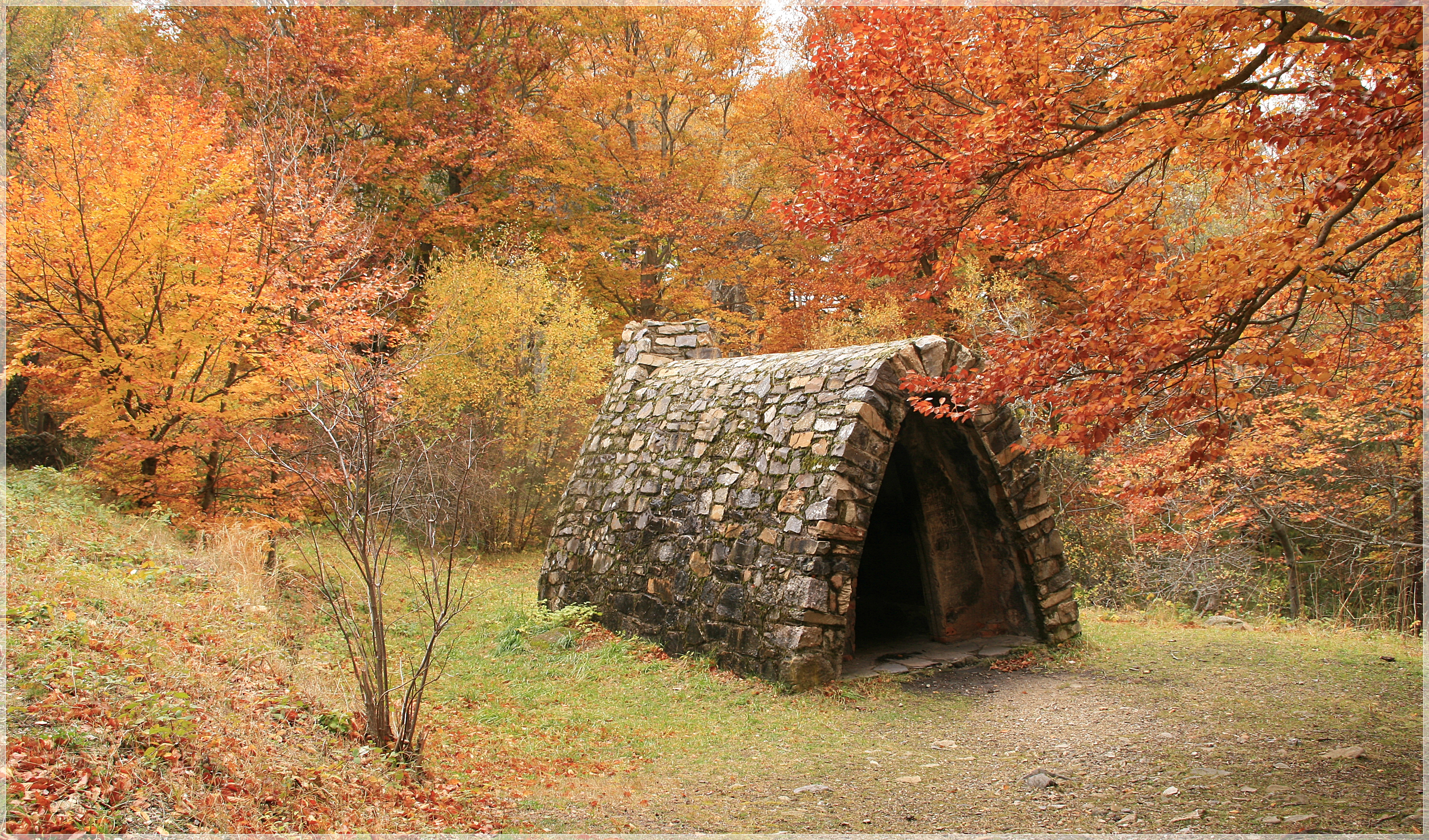
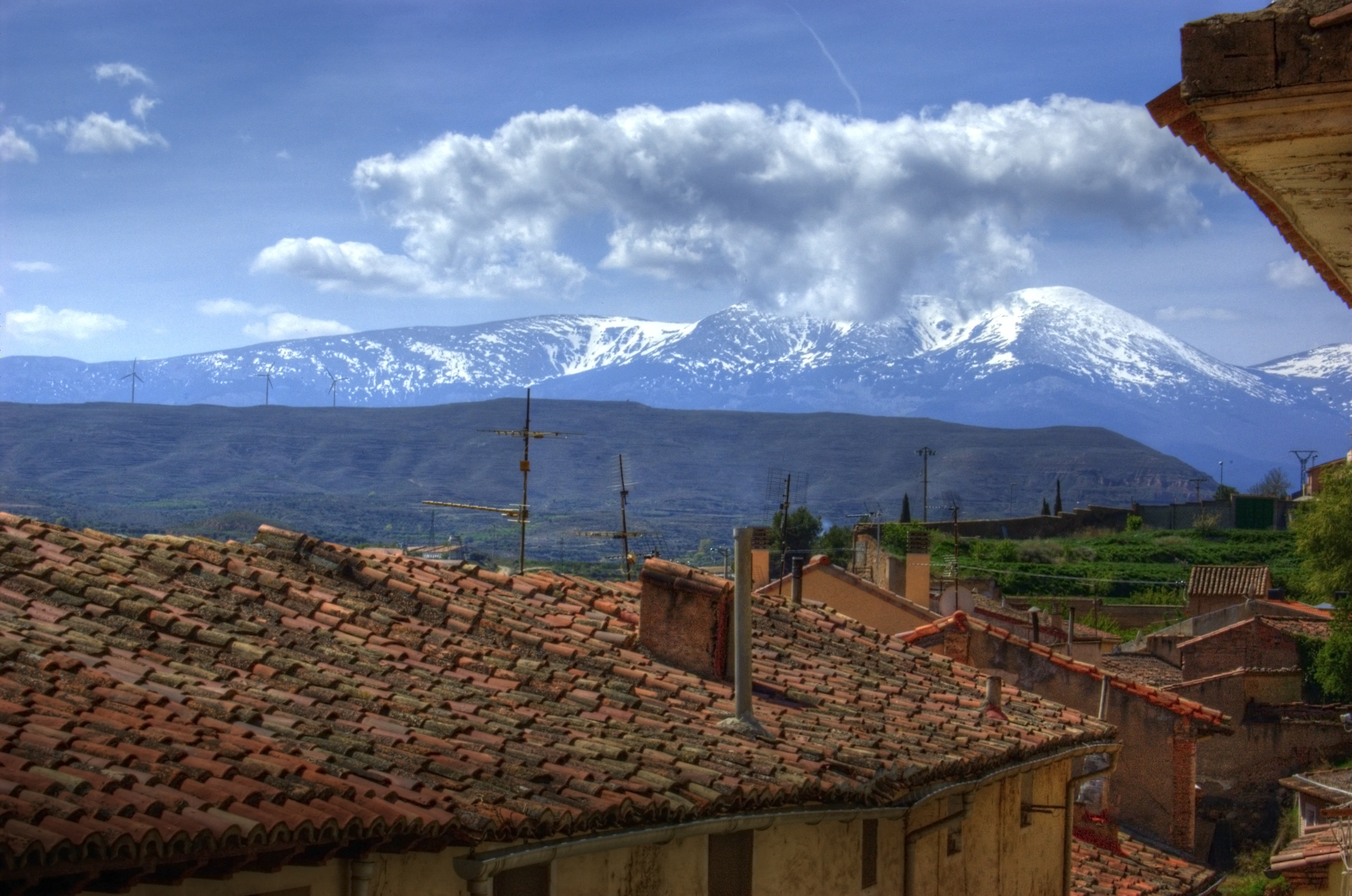

## Toponimia

Turiazu en caracteres celtíberos

Diferentes estudiosos ubican el origen del topónimo Turiazu, o Turiasu, (evolucionado en Turiaso, Tirassona, Tarazona) en la lengua vasca. Alexander Von Humboldt incluye Turiaso entre los nombres derivados de la palabra vasca "iturria", fuente. Es habitual que desde el siglo XIX el topónimo Turiaso aparezca traducido como «abundancia de fuentes» a partir del vascuence. 
El topónimo podría por tanto derivar de Ituria-so, tras haberse perdido la letra inicial, con el significado de «buen manantial o fuente», opción defendida posteriormente también por Aloïss Heiss. Esta abundancia de agua o de fuentes se relaciona con el nacedero del Ojo de San Juan.
Según el filólogo Robert Pocklington, «el topónimo Turiasso, transcrito tu.r.i.a.s.u en monedas ibéricas, puede interpretarse como Turi-Asso "Poblado de Turi". Asso sería una variante ibérica, con pérdida de la U implosiva, del euskera auzo "barriada, aldea"»

## Historia
Como reza el escudo de la ciudad, la leyenda mitológica de la fundación de Tarazona atribuye la edificación de la misma a Tubalcaín, y la reedificación a Hércules: «TubalCain me aedificavit. Hercules me reaedificavit».

### Edad Antigua

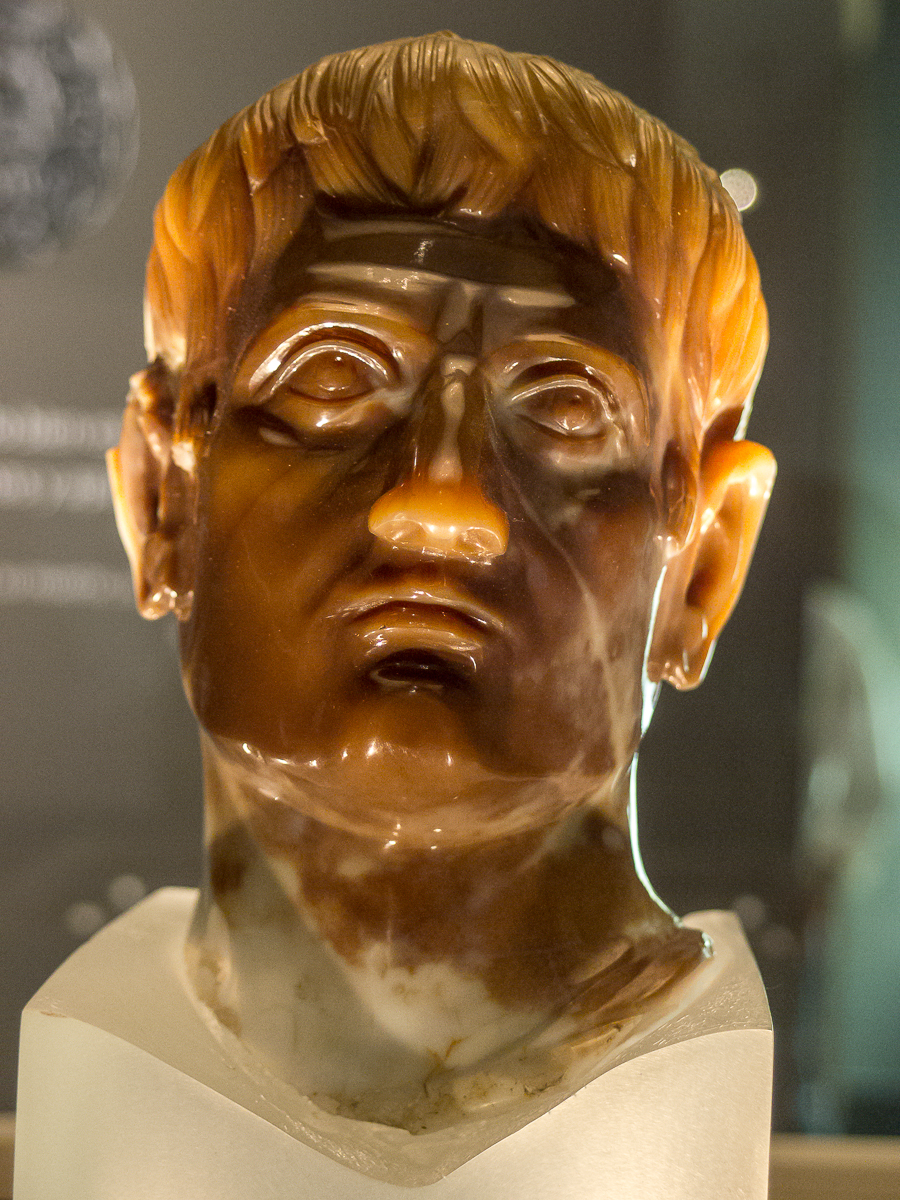
Busto de Augusto encontrado en 1980

Los restos más antiguos de la actual Tarazona datan de fines del siglo I a. C., si bien existen noticias documentales y numismáticas de la acuñación de moneda en la Turiasu celtíbera desde el siglo II a. C. Parece que en esta época la ciudad se reducía al barrio del Cinto. Sin embargo, no existen certezas arqueológicas de que la población celtíbera de Turiasu se ubicase bajo la Turiaso romana. De hecho, existe la hipótesis de que Turiasu podría también hacer referencia al cercano poblado de La Oruña (Vera de Moncayo). Tras la conquista romana de Hispania crece el perímetro urbano extendiéndose hacia el río Queiles y ocupando la vega sobre la que hoy se alza la catedral.
En la Hispania romana Tarazona recibió el nombre de Turiaso, siendo una próspera ciudad de derecho romano —sus habitantes tenían pleno derecho de ciudadanía romana— que continuó acuñando moneda en su propia ceca.
Entre los varios hallazgos de época romana cabe señalar las escuelas «Allué Salvador» —villa urbana destruida en el siglo III d. C.—, la Casa de la Vicaría —otra villa destruida en la misma centuria que la anterior— y un sarcófago encontrado en el Convento de los Carmelitas Descalzas. La Exposición permanente «Arqueología del Moncayo», en los bajos del Palacio Episcopal, exhibe algunas de las piezas, que van desde la prehistoria hasta la época romana.
Sin embargo, la pieza de mayor valor hallada en la ciudad se expone en el Museo de Zaragoza. Se trata de un busto excepcional del emperador César Augusto, tallado en sardónice indio a comienzos del reinado de Trajano. Es la mayor pieza que se conserva en esta piedra semipreciosa en todo el mundo, con un tamaño de 15 centímetros. Este hallazgo recuerda que, según la tradición, Augusto pasó por Tarazona cuando volvía de las guerras de romanización del norte peninsular y paró durante algún tiempo para recuperarse de diversas dolencias en los baños de Turiaso. De hecho, existe la creencia de que las aguas del Queiles tenían valores curativos. La pieza fue calificada como el hallazgo romano más importante en España en el siglo XX.

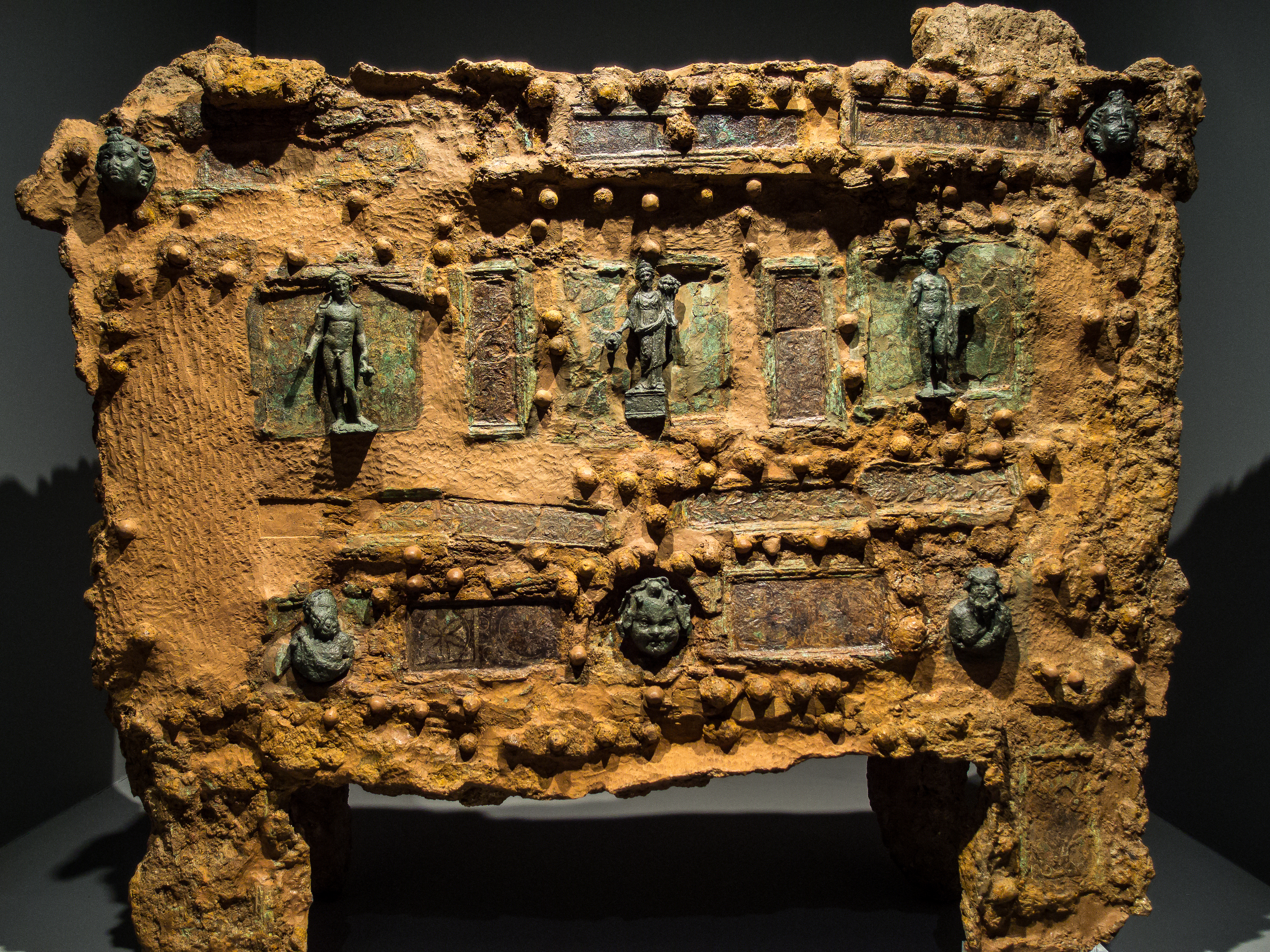
Arca ferrata de Turiaso

En 2007 se produjo otro gran descubrimiento de restos arqueológicos de esta época. Gracias a las obras de restauración de la catedral, salieron a la luz junto al pórtico un edificio semicircular con un gran mosaico romano de 100 metros cuadrados de superficie, una necrópolis y un baptisterio tardorromano, todo ello del siglo IV.
En 2013 apareció un nuevo mosaico muy cercano al anterior. Ambos mosaicos parecen estar relacionados con un gran complejo romano que podría tratarse del foro. Estos restos están en proceso de estudio y musealización, ya que destacan por no ser demasiado comunes en la península. Por otro lado, demuestran que el espacio actual de la catedral, a pesar de encontrarse fuera del recinto amurallado medieval, ha desempeñado un papel vital en el urbanismo de Tarazona desde muy temprano. Ello vendría a justificar la construcción en ese lugar de la catedral por resultar ser un espacio sagrado antes ya de la invasión musulmana. Además, anteriormente a este descubrimiento ya se habían encontrado restos de un edificio romano de destacadas dimensiones en la obras de restauración del contiguo palacio de Eguarás. Por tanto, esta zona de importancia romana ocuparía un amplio espacio situado en el entorno de la actual plaza de la Seo.
Las invasiones del  siglo III conllevaron la destrucción de la parte baja de Tarazona, quedando los supervivientes recluidos en la zona del Cinto.

### Edad Media

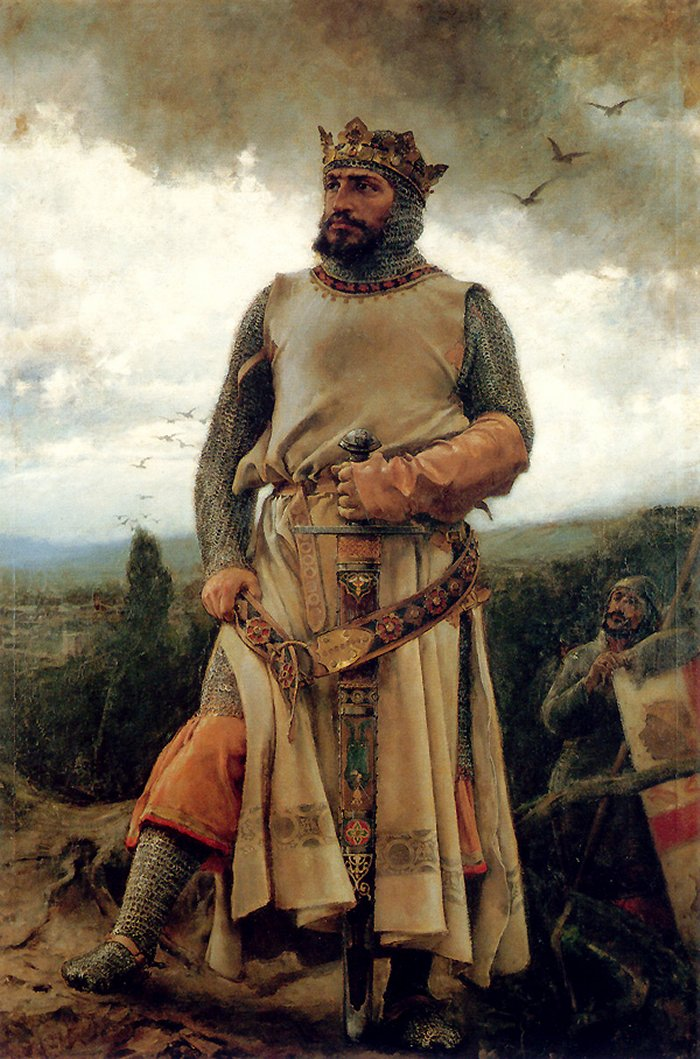
Alfonso I el Batallador, quien reconquistó Tarazona en 1119. Retrato de Francisco Pradilla de 1879

A pesar de ello, la ciudad no desaparece sino que, por el contrario, surge en el siglo VI como una de las fortalezas visigodas más importantes frente a los vascones, conocida como Tirasona. La existencia de la diócesis de Tarazona está documentada desde el año 449, cuando el obispo León fue asesinado por las tropas bagaudas. Ello convierte a esta diócesis en una de las más antiguas de toda España. La catedral visigoda se hallaba situada en la actual iglesia de la Magdalena. La Virgen del Río es, desde entonces, la patrona de Tarazona, celebrándose su festividad el 7 de noviembre. En la época visigoda destacan las figuras de dos obispos: San Prudencio y San Gaudioso. 
Ocupada por los musulmanes en torno al año 714, la ciudad crece notablemente en las siguientes décadas, constituyendo el barrio del Cinto el núcleo principal o medina. Asimismo, surgen dos arrabales, uno en el actual barrio de San Miguel y otro en la zona de la calle Alta Merced.
Se desconoce la ubicación de la mozarabía, que debió de ser importante hasta su traslado en 878 a Tudela, hecho que propició una importante regresión demográfica. Por su parte, los judíos estaban instalados en la llamada judería vieja. 
La ciudad fue reconquistada en 1119 por el rey Alfonso I de Aragón el Batallador, con un ejército de aragoneses y cruzados franceses en la campaña emprendida tras la toma de Zaragoza (18 de diciembre de 1118), dirigida a la conquista del valle del Ebro, la Dehesa del Moncayo y el Bajo Aragón. En recompensa por los relevantes servicios militares prestados, el conde gascón Céntulo II de Bigorra y de Lourdes, cruzado junto con su hermano el vizconde Gastón IV de Bearn en la conquista de Jerusalén en la Primera cruzada (1096-1099) y participantes ambos en la conquista de Zaragoza, recibió, además de privilegios en esta ciudad, la mitad de la ciudad de Tarazona, en cuyo señorío le sucedió su yerno Pedro de Marsan. Tarazona volvió a convertirse en sede episcopal plena tras 405 años de ocupación musulmana con el nombramiento del obispo Miguel Cornel. 
A la muerte del Batallador, Alfonso VII de León ocupó varias ciudades aragonesas —entre ellas Tarazona— aunque poco después retornó a manos aragonesas. De esta manera, Tarazona quedó emplazada como ciudad fronteriza entre Castilla, Navarra y Aragón, cobrando especial importancia estratégica.

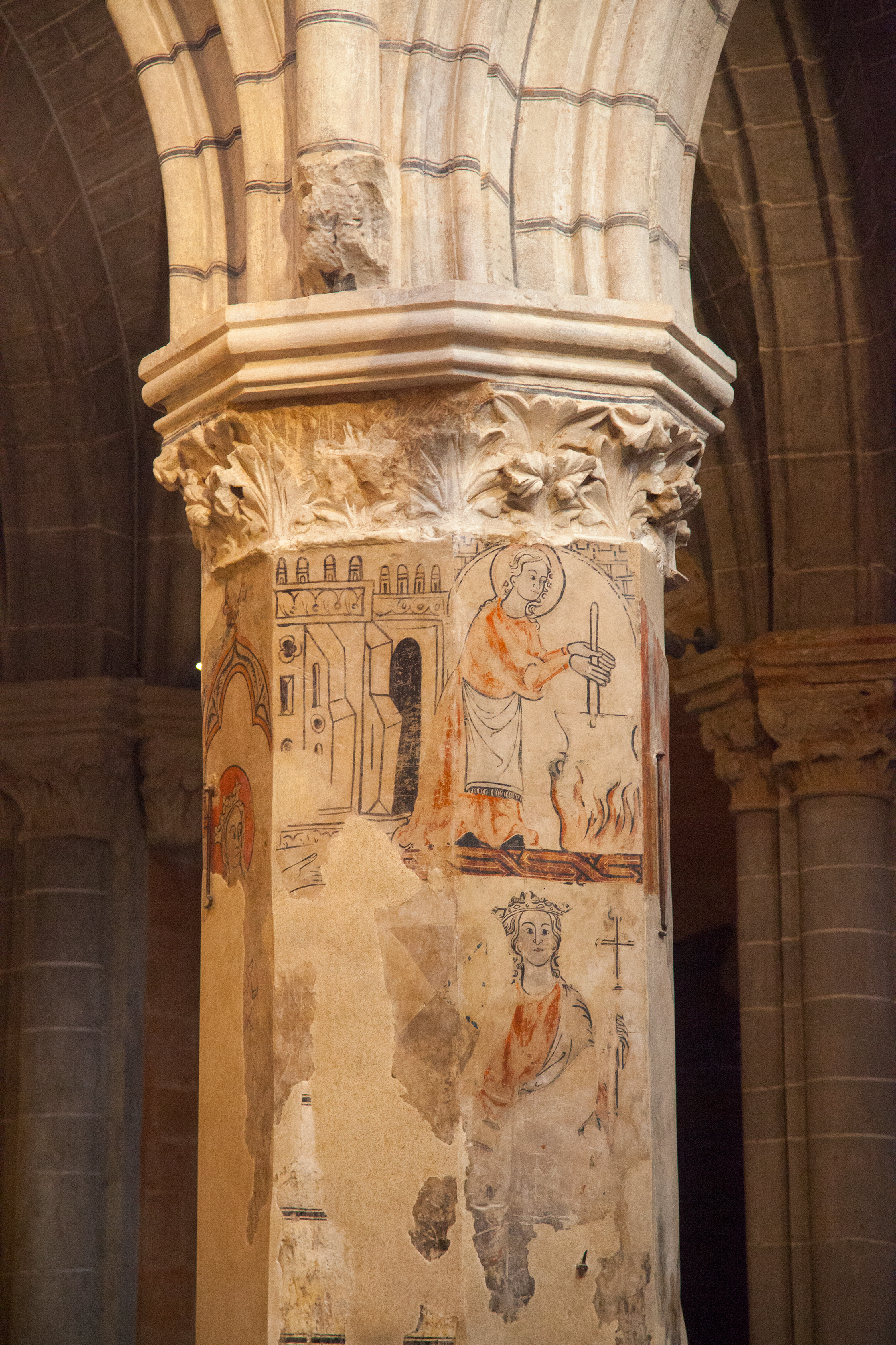
Pinturas góticas en la catedral

Tras la Reconquista, Tarazona acoge a un importante número de repobladores. Se crean dos barrios nuevos, uno en la calle Mayor y otro alrededor del arrabal de San Miguel. Los musulmanes son desplazados al alejado arrabal de Tórtoles y los judíos extienden su barrio mezclándose con los cristianos en la llamada judería nueva. Es a mediados del siglo XII cuando comienza la construcción al otro lado del río de la nueva catedral, en un espacio que había sido ocupado desde la época romana pero que había quedado abandonado por el repliegue de la ciudad al Cinto. A pesar de esta expansión, el centro social, político y comercial continuó estando en la actual calle San Atilano y plaza de la Cárcel Vieja, en el Cinto. Esta plaza medieval era el espacio donde se ubicaba la cárcel, de ahí su nombre hoy, y la Casas del Concejo, que aún se conservan. En ella también se organizaba el mercado.
Durante los siglos XII al XV Tarazona va a constituirse como un enclave de primera magnitud peninsular. La serie de hechos históricos que van a producirse demuestran una centralidad política y diplomática que sobrepasan el ámbito del reino de Aragón.
En septiembre de 1170 se produjo uno de los acontecimientos reales más señalados en la historia de la ciudad ya que en ese año se celebró en la iglesia de San Miguel la boda entre Alfonso VIII de Castilla y Leonor de Inglaterra. Ambos reyes jugaron un papel primordial en su época. El enlace contó con la presencia de Alfonso II de Aragón, aliado del rey castellano.

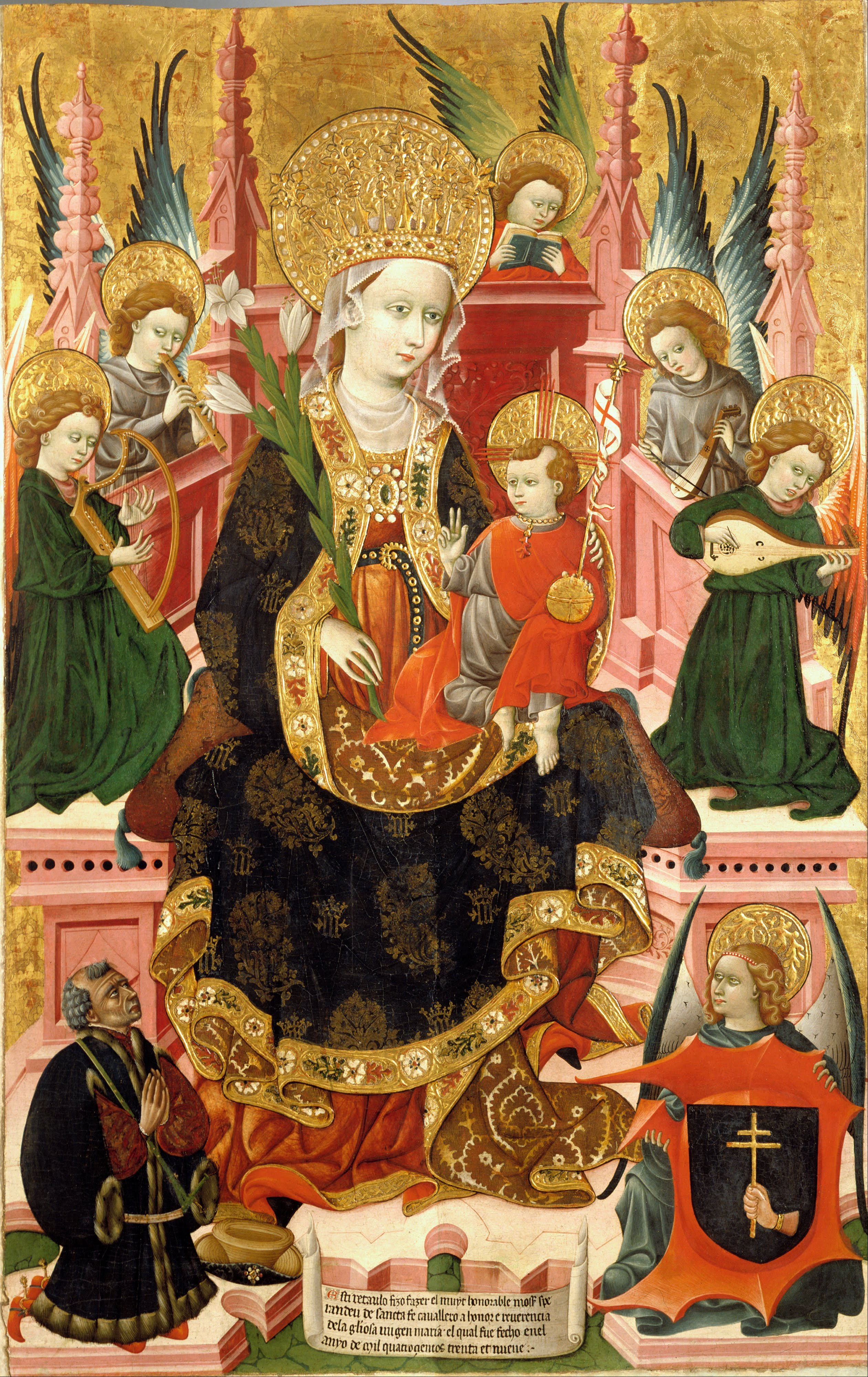
Virgen de Mosén Esperandeu de Santa Fe (1439), tabla del ex convento de San Francisco (Museo Lázaro Galdiano)

Más tarde, en junio de 1177, se reunieron en Tarazona tres reyes cristianos. Fernando II de León, Alfonso VIII de Castilla y Alfonso II de Aragón celebraron un encuentro para tratar diferentes cuestiones.
Por mediación del rey de Aragón y de la Santa Sede, volvió a celebrarse un encuentro real en marzo de 1197, esta vez en la muga entre Ágreda y Tarazona. Alfonso II consiguió que Alfonso VIII de Castilla y Sancho VII de Navarra firmaran una tregua y pusiesen fin a sus disputas, aunque la paz fue muy breve.
En la batalla de las Navas de Tolosa estuvo presente el obispo de Tarazona, García Frontín I, que integró la retaguardia del flanco izquierdo del ejército cristiano, el flanco aragonés, junto al rey Pedro II de Aragón. 
El 6 de febrero de 1221 Jaime I, el Conquistador, se casó en la vecina ciudad de Ágreda con Leonor de Castilla a la edad de trece años. Tras el enlace, la comitiva nupcial se trasladó a Tarazona para que el rey fuese armado caballero en la catedral y él mismo se ciñó la espada. Formaron parte de este cortejo real caballeros como Blasco I de Alagón, mayordomo del Reino de Aragón, Ato I de Foces, Guillermo IV de Cervera, Ramón de Moncada, Guillermo I de Cervelló o Bernardo Guillermo de Montpellier, que era tío del rey.
En las Cortes que se desarrollaron en Tarazona en 1283 se formó la «Unión» de los nobles contra el rey Pedro III, el Grande —véanse Unión de Aragón y Privilegio General—. Estas Cortes fueron decisivas en la estructura de poder del Reino de Aragón en el futuro ya que los nobles y el Justicia de Aragón institucionalizaron su influencia y se estableció la obligatoriedad por parte del rey de convocar Cortes al menos una vez al año. De este modo quedó definido un equilibrio de poderes que limitó la autoridad de los monarcas aragoneses de forma estricta hasta el reinado de Felipe II, que puso fin a la independencia de las instituciones del Reino de Aragón precisamente en otras Cortes celebradas también en Tarazona, en 1592.
Durante el reinado de Jaime II de Aragón la ciudad recibió diversas concesiones tales como la autorización para celebrar dos ferias al año (1301), el disfrute del Moncayo para los turiasonenses (1323) y el privilegio de franqueza para sus vecinos (1327).

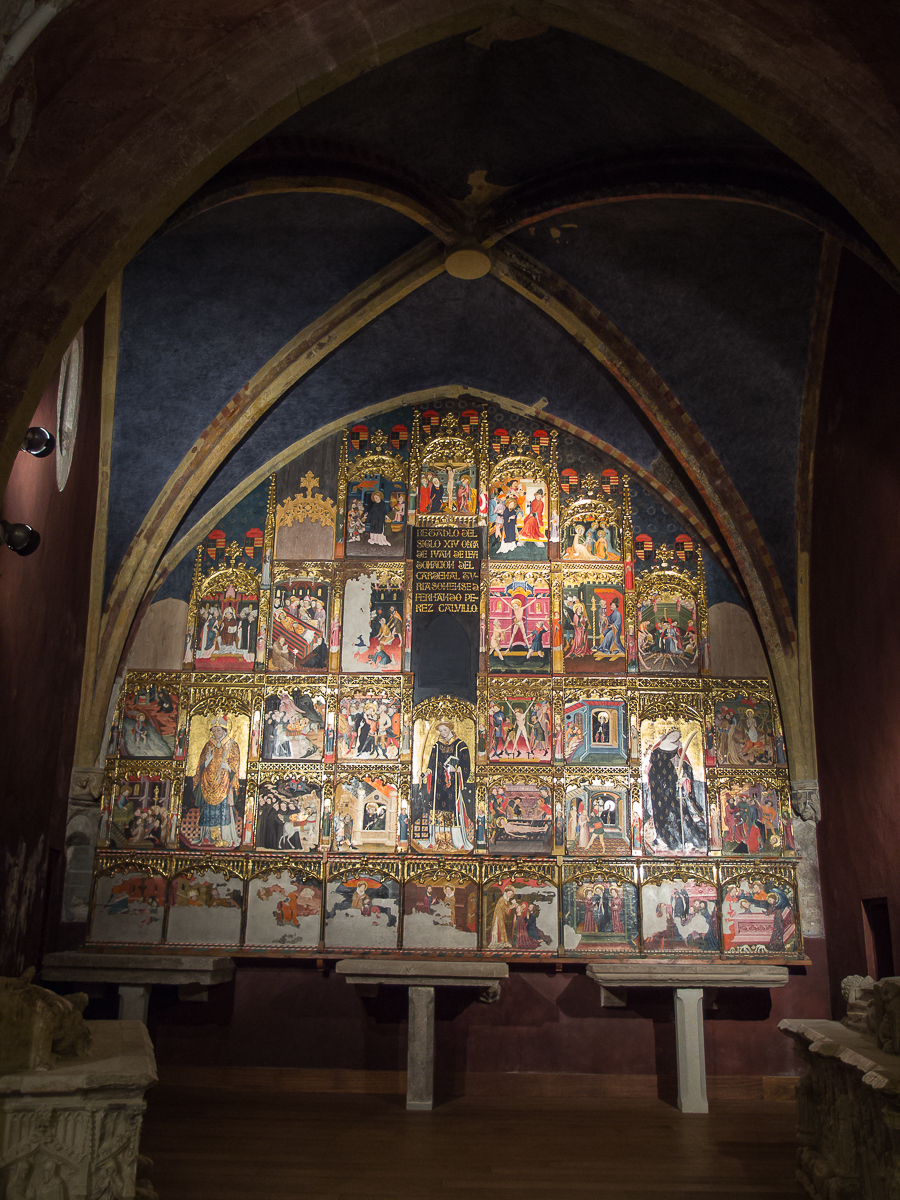
Retablo de Juan de Leví en estilo gótico internacional. Capilla catedralicia de los Calvillo

Su hijo, el rey Alfonso IV de Aragón, contrajo matrimonio con Leonor de Castilla el 5 de febrero de 1329 en Tarazona (no está claro si en el Convento de San Francisco o en la iglesia de San Miguel). En la ceremonia nupcial estuvo presente Alfonso XI de Castilla, hermano de Leonor, la infanta María de Aragón, esposa del difunto infante Pedro de Castilla, así como los infantes Juan, Pedro y Ramón Berenguer, hijos de Jaime II de Aragón. Alfonso IV entregó a su nueva esposa la ciudad de Huesca y otras villas y castillos pertenecientes a la Corona. En este encuentro real, Alfonso XI firmó un tratado con Alfonso IV, que también consignaron los embajadores del rey Alfonso IV de Portugal, por el que dichos monarcas se comprometían a no firmar treguas unilateralmente con el reino nazarí de Granada y a no amparar ni prestar ayuda a sus enemigos.
En la llamada Guerra de los Dos Pedros, la ciudad fue ocupada por las tropas castellanas durante nueve años y sufrió enormes daños; finalmente los aragoneses, con la ayuda francesa, recuperaron la ciudad en 1366. En su reconstrucción participaron activamente los hermanos y obispos Pedro Pérez Calvillo y Fernando Pérez Calvillo. El primero compró la Zuda en 1376 para convertirla en la casa del obispo y el segundo, cardenal, finalizó las obras de la capilla catedralicia donde ambos se encuentran enterrados. Tarazona fue también sede de una de las cinco juntas que se ocupaban de la persecución de los malhechores en el Reino de Aragón.
El municipio vuelve a ser escenario de Cortes del Reino de Aragón en 1483. Estas Cortes conllevaron la estancia durante cuatro meses de los Reyes Católicos en el palacio episcopal.
Tarazona recupera a lo largo del siglo XV la población que había perdido en el siglo XIV como consecuencia de las guerras y la peste. Sin embargo, con la unión de Castilla y Aragón (1479) la función defensiva de la ciudad dejó de tener relevancia.

### Edad Moderna

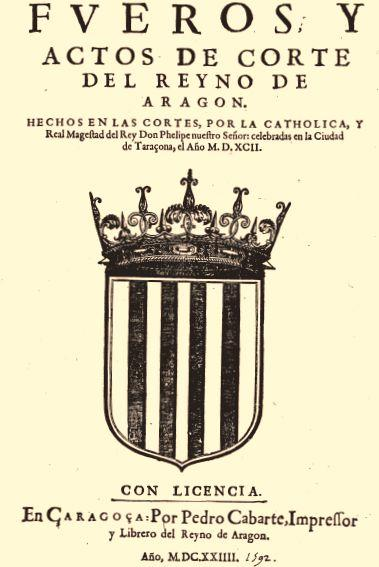
Fueros y Actos de las Cortes de Tarazona de 1592

En 1495 se vuelven a celebrar Cortes en Tarazona con la presencia de los Reyes Católicos. Los reyes se alojaron en el palacio episcopal y la sesiones tuvieron lugar en la cercana iglesia de la Magdalena. En el transcurso de las mismas se ordenó arzobispo primado de Toledo a Francisco Jiménez de Cisneros en la capilla de la Piedad del Convento de San Francisco. También se ordenó a Bernardo de Boyl como primer vicario apostólico de América, que partió en el siguiente viaje con Colón. Además, se decidió establecer y determinar la población de Aragón, llevándose a cabo el primer censo completo y fidedigno del reino.
El siglo XVI trajo consigo el despegue demográfico y económico en la ciudad, fundándose numerosos conventos. La pujanza económica llevó a construir una lonja para mercaderes, que en el siglo XVII pasaría a ser el palacio municipal. Con ello, el centro político, comercial y social del municipio se trasladó de la plaza de la Cárcel Vieja a esta zona, que pasó a denominarse plaza del Mercado. En ella también se celebraban los espectáculos taurinos. 
En las Alteraciones de Aragón, provocadas en parte por el caso de Antonio Pérez, secretario real perseguido por Felipe II, Tarazona se puso de parte del monarca, tal y como hicieron el resto de ciudades del reino a excepción de Zaragoza. En 1592 se celebraron Cortes en Tarazona en la lonja en presencia de Felipe II. En ellas se reformaron los fueros para incrementar el poder real y evitar la repetición de las alteraciones. La figura del Justicia de Aragón vio limitadas sus atribuciones y pasó a ser elegido directamente por el monarca. Además, la Generalidad de Aragón vio recortadas sus competencias, especialmente en materia militar. Con esta ocasión también visitó la ciudad el príncipe Felipe, futuro Felipe III, que juró los Fueros de Aragón como heredero al trono del reino. En agradecimiento por el apoyo turiasonense a Felipe II, este regaló una coraza de plata labrada a la ciudad, la cual se perdió a comienzos del siglo XX.

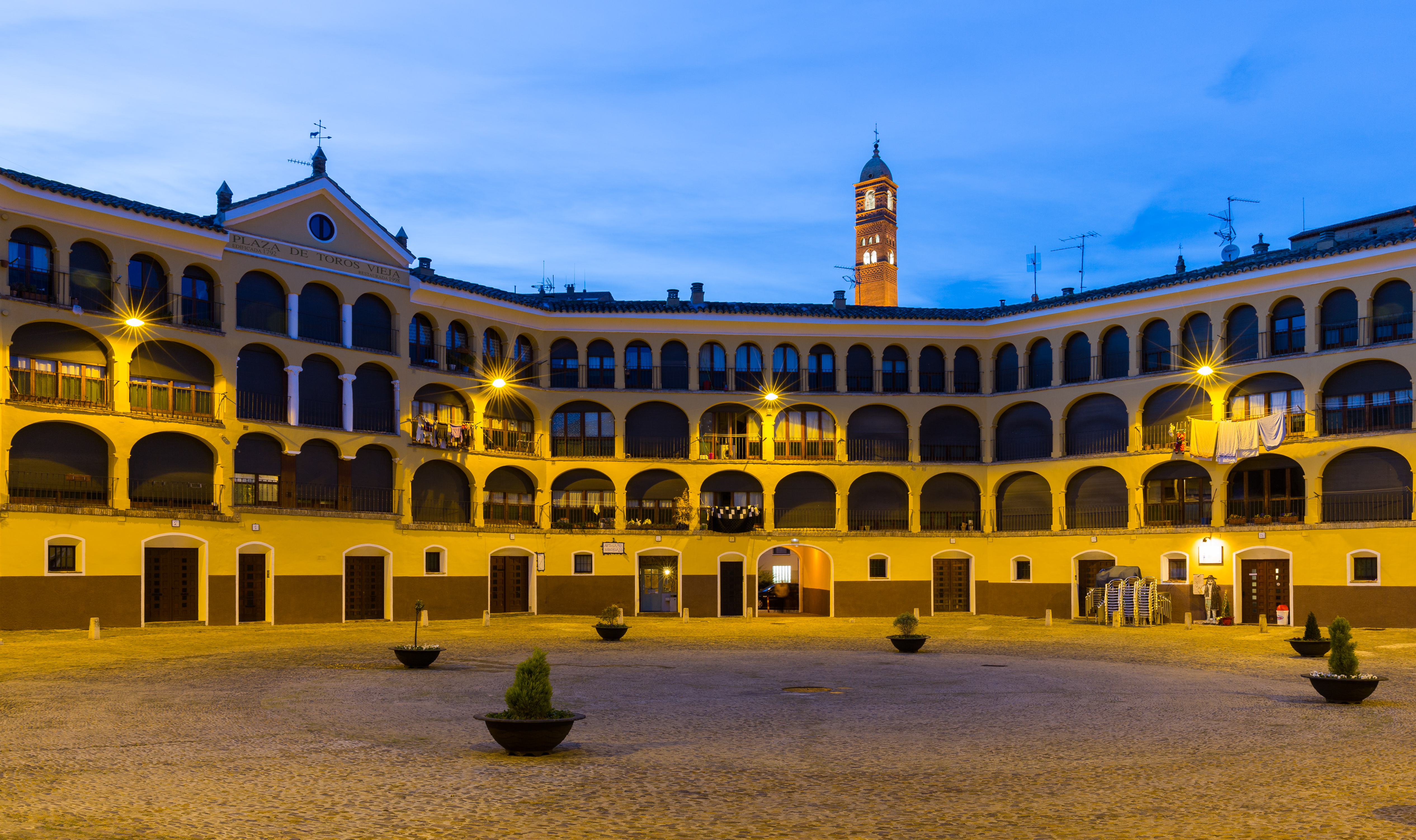
Plaza de toros vieja, de 1792

La expulsión de los moriscos (1609-1610) supuso una importante pérdida para Tarazona, hasta el punto de que algunas poblaciones del valle del Queiles quedaron deshabitadas. Por otra parte, en 1644 la ciudad recuperó la reliquia de San Atilano, patrón de Tarazona. En 1658 falleció en la ciudad el escritor aragonés Baltasar Gracián, una de las grandes referencias del Siglo de Oro. Está enterrado en la fosa común del colegio jesuita de Tarazona, hoy Hogar Doz.
En la Guerra de Sucesión, Tarazona apoyó al que sería el futuro monarca, Felipe V, quien en 1707 recompensó su fidelidad con los títulos de Fidelísima y vencedora ciudad y la Flor de lis borbónica, que luce en su escudo; además de otra serie de privilegios. Aunque el siglo XVIII conllevó el empobrecimiento de la ciudad, a finales de dicho siglo Tarazona era la segunda población de Aragón, solo superada por Zaragoza.

### Edad Contemporánea

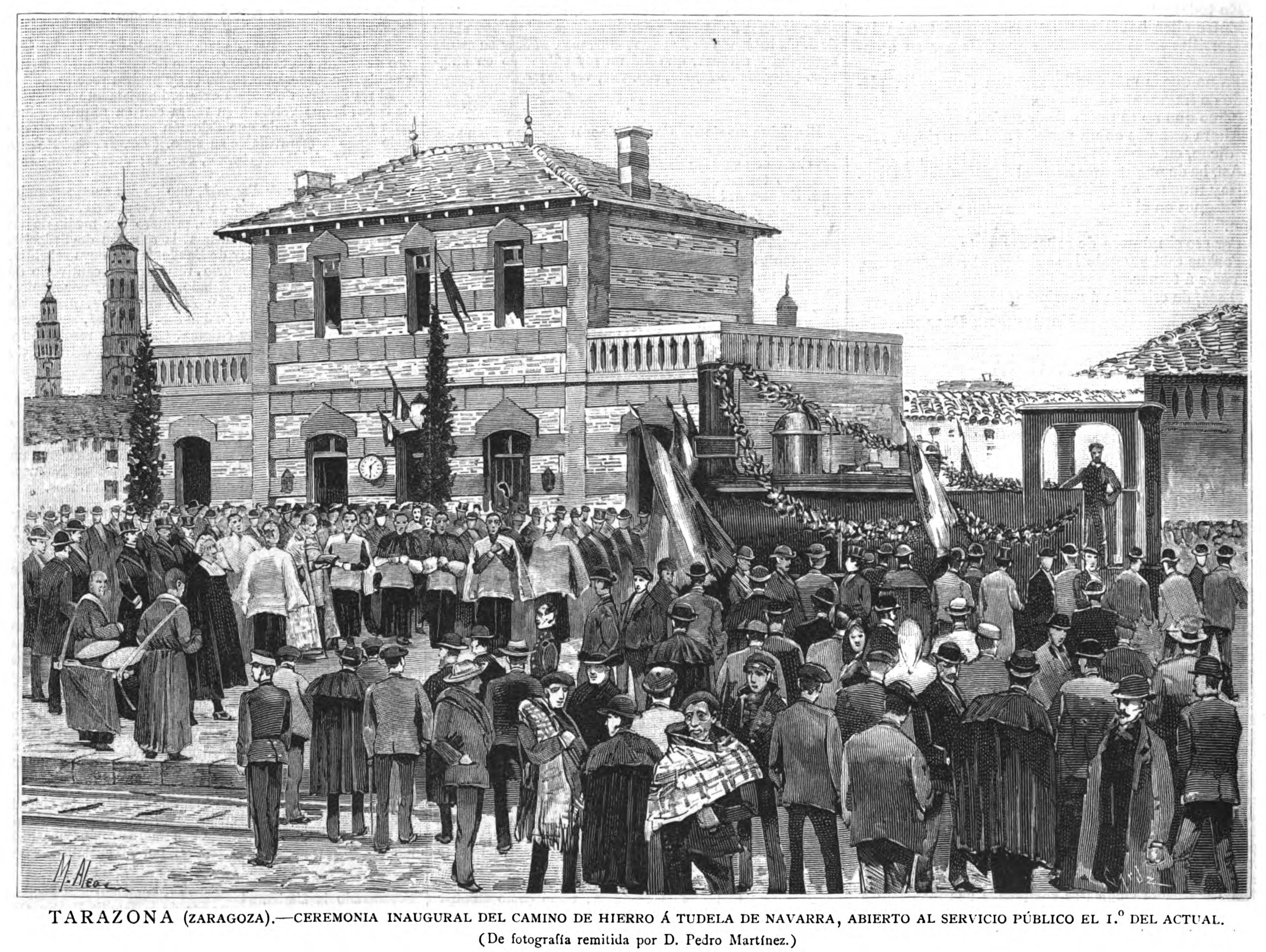
Gentío reunido en la localidad con motivo de la inauguración del ferrocarril Tarazona-Tudela en 1886

En el siglo XIX, durante la Guerra de la Independencia, las tropas francesas ocuparon Tarazona en 1808 y la ciudad envió un representante a las Cortes de Cádiz para defender la Constitución. La ocupación duró hasta 1813. Después de la contienda comienza la industrialización de la ciudad, quedando incorporada definitivamente en la provincia de Zaragoza tras la reforma del Estado de 1833. Tras el ascenso demográfico a lo largo del siglo XIX y principios del siglo XX, Tarazona pierde parte de su función comercial y de servicios al quedar fuera de los nuevos ejes de comunicación.
Aun así, la Primera Guerra Mundial supuso un primer impulso para la industria textil, pero sería la guerra civil española la que curiosamente conllevaría un mayor auge económico, constituyendo un importante centro industrial en el que destacaba la producción de fósforos y la industria textil. La posterior crisis de ambos sectores así como la competencia planteada por la vecina Tudela supusieron un estancamiento en la demografía y en la expansión urbana de la ciudad.
En Tarazona nació en 1940 el político Gabriel Cisneros quien ha pasado a la historia como uno de los siete ponentes que redactó la Constitución española de 1978. 

Escudo del Justicia de Aragón, institución histórica aragonesa reintroducida en las Cortes de Tarazona de 1987, 280 años después de su abolición

Las últimas Cortes de Aragón que tuvieron lugar en Tarazona fueron en 1987. Ese año se celebró en el Salón de Obispos del Palacio episcopal una sesión plenaria extraordinaria cargada de un gran simbolismo. El 2 de diciembre, las Cortes eligieron como 67.º Justicia de Aragón a Emilio Gastón, el primer Justicia tras 280 años de su abolición definitiva, con los Decretos de Nueva Planta de 1707. Gastón juró el cargo ante las Cortes y con la presencia en la sala de la arqueta que contenía los restos óseos del Justicia Juan de Lanuza V. Tanto la fecha como el espacio fueron elegidos de forma simbólica, ya que en ese mismo Salón de Obispos, el 2 de diciembre de 1592 Felipe II refrendó con su firma las Cortes de Tarazona de 1592. Ello supuso el final de la concepción del Justicia como contrapoder al rey y la decapitación unos días después de Juan de Lanuza V. Con las Cortes de 1987 quedó restaurada esta institución, 395 años después de que en el mismo lugar fuese cercenada y despojada de su esencia y función.

#### Casa del Traductor
Tarazona acoge la única Casa del Traductor de España, un centro para estancias creativas de traductores literarios de todo el mundo que trabajen con uno de los idiomas oficiales de España (castellano, catalán, euskera, gallego) y cualquier otra combinación de idiomas. La casa fue fundada en 1988 por Francisco Uriz, Premio Nacional de Traducción, pero está inspirada en la Escuela de Traductores de Tarazona, existente entre los siglos XI y XII, y en la que participaron traductores árabes y hebreos que tradujeron tratados de matemáticas, astrología, alquimia o filosofía. Forma parte de la Red Europea de Centros Internacionales de Traducción (RECIT).

#### Centro de Estudios Turiasonenses
El Centro de Estudios Turiasonenses (CET) fue fundado en 1962, dependiente de la Institución «Fernando el Católico», para investigar o apoyar la investigación, divulgar y defender el patrimonio cultural y natural de la comarca del Moncayo. Desarrolla sus actividades en cinco secciones: Arqueología, Arte, Ciencias, Etnología e Historia. En su trayectoria ha descubierto más de doscientos yacimientos o elementos arqueológicos.

## Demografía
Tarazona cuenta con una población de 10 803 habitantes (INE 2024).
| Gráfica de evolución demográfica de Tarazona entre 1842 y 2021 |
| |
| Población de derecho según los censos de población del INE Población de hecho según los censos de población del INEEntre el censo de 1877 y el anterior, crece el término del municipio porque incorpora a 50513 (Tórtoles) Entre el censo de 1960 y el anterior, crece el término del municipio porque incorpora a 50502 (Cunchillos) |

Desde los 3700 habitantes a finales del siglo XV, la población de Tarazona alcanzó los 8790 habitantes a comienzos del siglo XX.
Pero es después de la Guerra Civil cuando surge un significativo auge demográfico: 11 237 habitantes en 1940 y 12 054 en 1950. No obstante, la crisis de la industria textil y la competencia con la vecina Tudela conllevan una disminución de la población, pasando esta de 12 020 habitantes en 1960 a 10 864 habitantes en 2014. La población, como en el resto de Aragón y comunidades vecinas, presenta un elevado envejecimiento.
A pesar de los cambios mencionados, la población turiasonense se ha caracterizado por su estabilidad durante décadas, sin el gran crecimiento que han vivido otras ciudades. El estancamiento secular de la población ha llevado a que Tarazona haya pasado de ser el segundo municipio más poblado de Aragón en el siglo XVIII al undécimo que es en la actualidad.

## Economía
Con una población en torno a los 11 000 habitantes y pese a no estar situada en uno de los principales ejes de comunicación, la industria desempeña un papel muy importante en la economía de Tarazona. Como en cualquier economía moderna los servicios son el sector más importante de Tarazona. 
La ganadería y la agricultura también están presentes en la economía local, aunque con un peso menor. En el término municipal hay censadas 16 000 cabezas de ganado extensivo, principalmente ovino. También es importante la ganadería intensiva, destacando las explotaciones porcinas, avícolas y ovinas.

### Tradición industrial
Tarazona siempre contó con una cierta relevancia dentro del panorama nacional,  contando en estimable consideración las actividades que en ella se han desarrollado a lo largo de los años. Como ciudad industrial resultó bien conocida entre los siglos XII y  XIX, aunque hubo momentos críticos, sobre todo durante los siglos XVIII y XIX, donde  las crisis y momentos álgidos fueron alternándose.  
Durante estos siglos, la ciudad siempre conoció los honores brindados por  diferentes reyes que tenían en gran consideración los paños que en la ciudad se realizaban y sobre todo el tinte y batanado que se les daba, sucediendo el caso de traer  paños de otras muchas regiones para ser teñidas en la región aragonesa, estando entre  ellas Tarazona.  
En estos siglos la comunicación era difícil entre las diferentes ciudades, por lo  que el comercio se hacía de una forma muy complicada y por supuesto deficitaria, lo que llevaba que la industria generalmente era destinada a abastecer la ciudad y los  alrededores no muy lejanos. El comercio era por tanto escaso y se realizaba cuando este era de carácter importante. Tarazona no era una excepción en la concepción de  producciones destinadas al abastecimiento local, aunque si es cierto como ya se ha comentado que el mercado de los paños sí que abastecía mercado exterior.
Tarazona ha sido una ciudad con una larga tradición industrial y ha sufrido varias crisis durante el siglo XX. Cabe resaltar históricamente la relevancia de la industria textil turiasonense, junto a las tres fábricas de cerillas y fósforos. Estas empresas impulsaron la industrialización y el desarrollo de la ciudad después de la guerra civil española. 
Empresas también destacadas fueron la papelera Celulosas del Queiles o la antigua harinera Viuda de Marqueta, donde el actor turiasonense Paco Martínez Soria grabó parte de una de sus películas. Estas compañías hoy han desaparecido, y sus edificios se mantienen en pie pero en estado de ruina. Otras empresas que han desaparecidas son las factorías de alcohol, chocolate, galletas, lejía o pastas y fideos, entre otras muchas.
El desarrollo industrial de Tarazona se vio afectado negativamente desde la década de los años 70 del siglo XX, principalmente por dos motivos:
- La falta de conexión con las principales vías de comunicación. Tarazona se encontraba aislada de las principales vías de comunicación por carretera, al no poseer conexión directa con autopistas. Además, su comunicación con ferrocarril se limitaba a la línea Tudela-Tarazona.
- El desarrollo tardío del polígono industrial de Tarazona. La política de Polos de Desarrollo estatal retrasó la construcción del polígono industrial de Tarazona en más de una década.

Más recientemente, la Gran Recesión afectó especialmente a la economía turiasonense, con el cierre de Wrigley y Delphi en 2007.
A pesar de ello, existen algunas empresas de alto componente tecnológico como Aragonesa de Componentes Pasivos, Chemik o Aeromac y NMF, del grupo aeronáutico Aernnova. El sector de componentes del automóvil, con varias décadas de implantación en Tarazona, está actualmente representado por Faurecia y Cooper Standar.
Además de todo ello, Tarazona cuenta con recursos hídricos suficientes para ampliar su tejido industrial, sin restricciones por el uso de agua. La ciudad tiene una larga tradición industrial, con empresas de diversos sectores, como el automotriz, aeronáutico o electrónico.
El nombre de Tarazona es reconocido en España, lo que puede ser utilizado para impulsar el crecimiento económico e industrial. La ciudad también cuenta con parajes naturales atractivos, como el Moncayo o la Presa del Val, y está bien comunicada con las grandes ciudades, como Madrid y Barcelona.

## Símbolos
Escudo

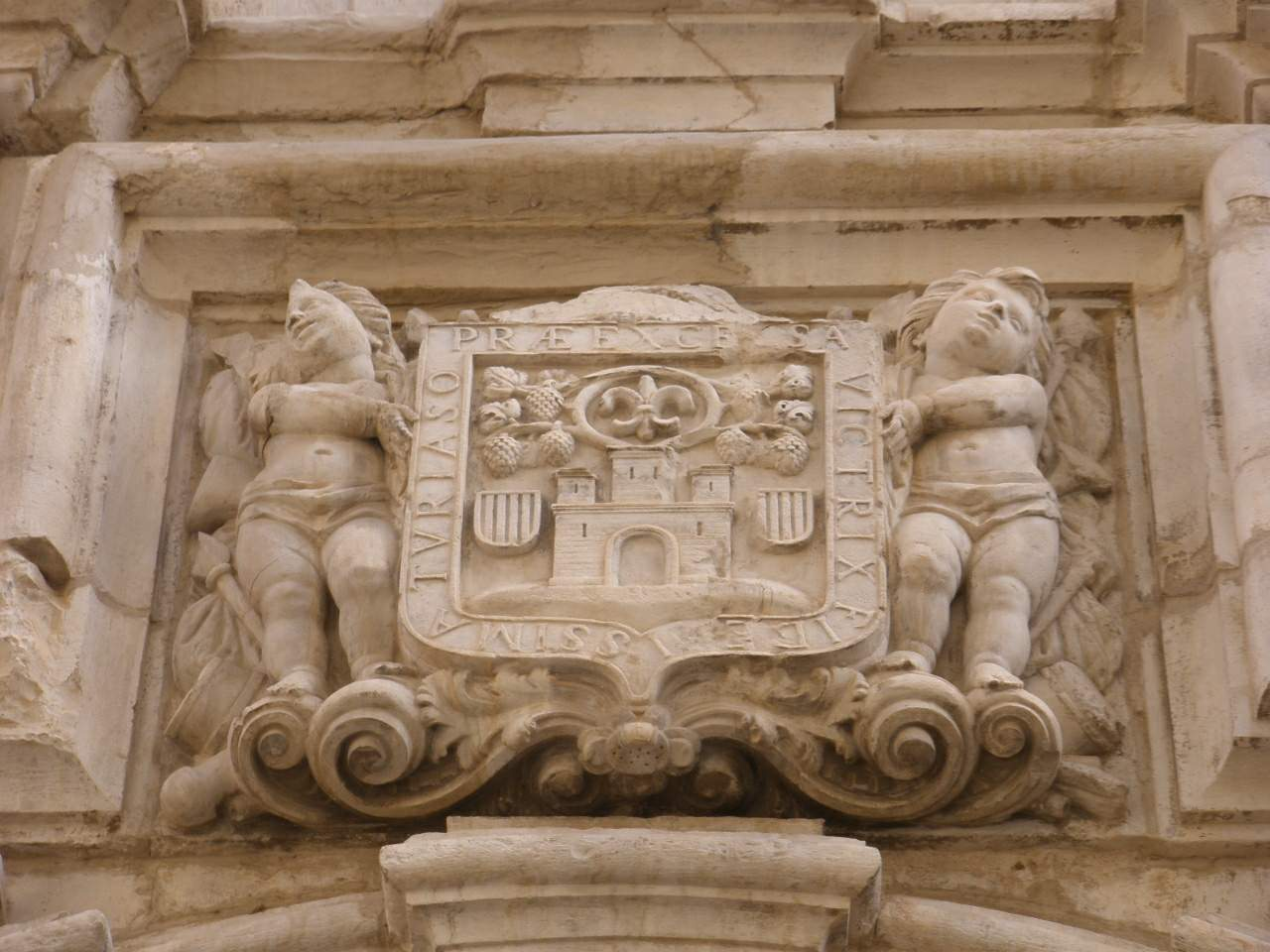
Escudo de Tarazona en la iglesia de San Atilano

Tras los últimos cambios en 2002, que le devolvieron sus colores originales, el escudo de armas de la ciudad de Tarazona tiene el siguiente blasón: 

«Escudo cuadrilondo rectangular de base conopial, que trae, de azur, un castillo de oro, mazonado de sable, aclarado de gules y rastrillado de plata, acostado por dos escudetes con el Señal Real de Aragón y cuyo homenaje central está sumado de dos sarmientos de sinople, frutados de púrpura y fileteados de oro, los cuales se cruzan formando un óvalo resaltado de una filacteria de plata con el lema, en letras capitales de sable, VICTRIX, el cual encierra una flor de lis de oro; bordura de plata cargada con el lema, en letras capitales de sable, *TVRIASO* TVBALCAIN ME AEDIFICAVIT HERCULES ME REAEDIFICAVIT. Al timbre, Corona Real abierta
 DECRETO 385/2002, de 17 de diciembre, de la Diputación General de Aragón

Bandera
La bandera de la ciudad de Tarazona se representa en un paño cuyas proporciones son de una longitud equivalente a tres medios su anchura: en paño azul, en el tercio al asta, el escudo de la localidad.

## Administración y política

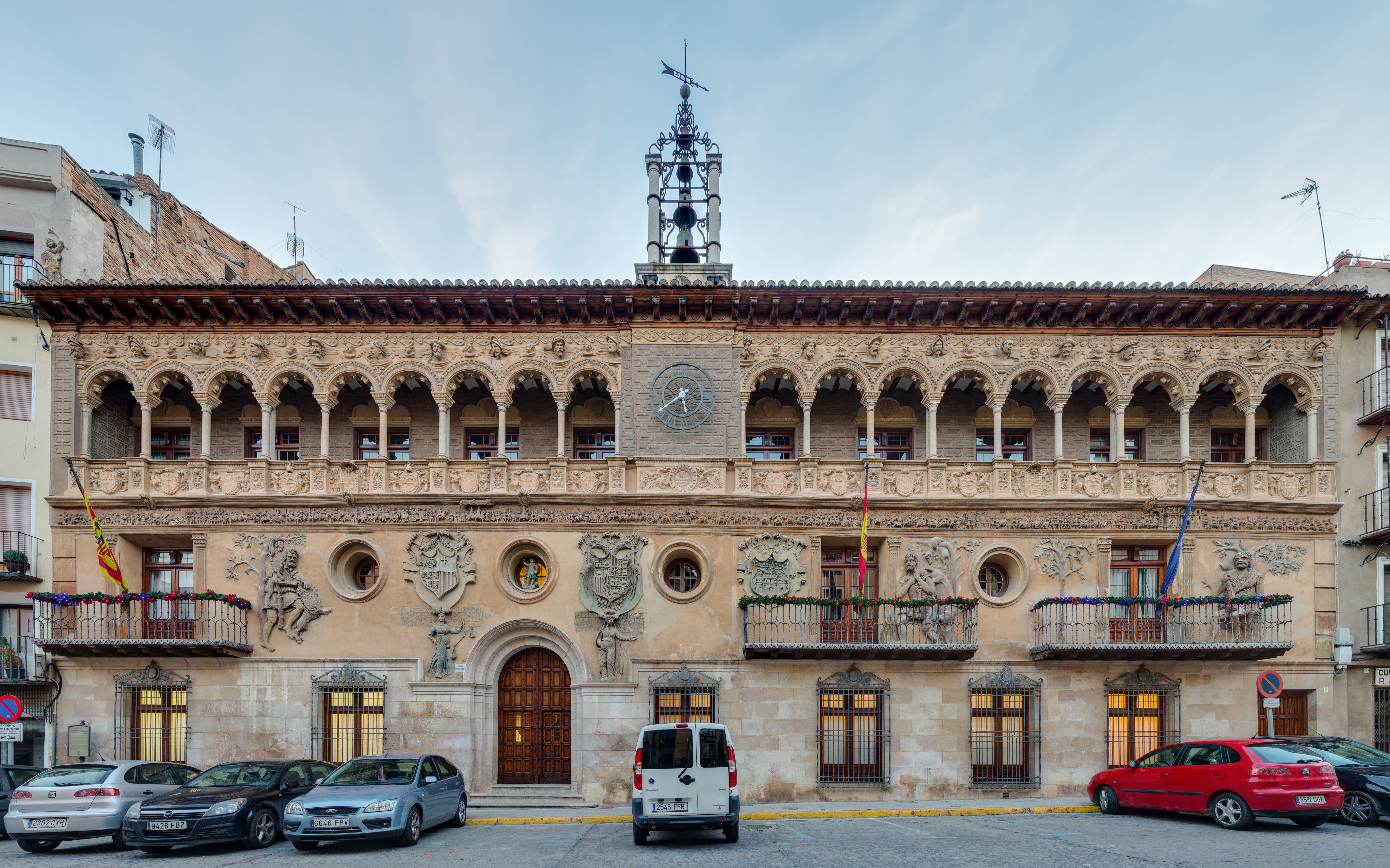
Ayuntamiento de Tarazona

| Periodo   | Nombre                   | Partido | Partido                                            |
| --------- | ------------------------ | ------- | -------------------------------------------------- |
| 1979-1983 | José Luis Moreno Lapeña  |         | Unión de Centro Democrático (UCD)                  |
| 1983-1987 | José Luis Moreno Lapeña  |         | Alianza Popular (AP)                               |
| 1987-1991 | José Luis Moreno Lapeña  |         | Partido Aragonés (PAR)                             |
| 1991-1995 | Jesús Orte               |         | Partido de los Socialistas de Aragón (PSOE-Aragón) |
| 1995-2003 | Javier Calavia Magallón  |         | Partido Popular de Aragón (PP)                     |
| 2003-2007 | Ana Cristina Vera Laínez |         | Partido de los Socialistas de Aragón (PSOE-Aragón) |
| 2007-2019 | Luis María Beamonte      |         | Partido Popular de Aragón (PP)                     |
| 2019-2023 | Luis José Arrechea       |         | Partido Popular de Aragón (PP)                     |
| 2023-act. | Tono Jaray               |         | Partido Popular de Aragón (PP)                     |

| Partido político    | Partido político                                                    | 1979   | 1983   | 1987   | 1991   | 1995   | 1999   | 2003   | 2007   | 2011   | 2015   | 2019   | 2023   |
| Partido político    | Partido político                                                    | Ediles | Ediles | Ediles | Ediles | Ediles | Ediles | Ediles | Ediles | Ediles | Ediles | Ediles | Ediles |
|                     | Alianza Popular (AP)-Partido Popular de Aragón (PP)                 | —      | 8      | 3      | 4      | 6      | 8      | 8      | 8      | 10     | 10     | 8      | 9      |
|                     | Partido de los Socialistas de Aragón (PSOE-Aragón)                  | 6      | 6      | 5      | 6      | 5      | 5      | 7      | 6      | 4      | 3      | 7      | 7      |
|                     | Ciudadanos (CS)                                                     | —      | —      | —      | —      | —      | —      | —      | —      | —      | 1      | 1      | —      |
|                     | Partido Aragonés (PAR)                                              | —      | 3      | 5      | 2      | 2      | 1      | 0      | 1      | 0      | 0      | 0      | —      |
|                     | Izquierda Unida (IU)-Tarazona Plural                                | —      | —      | 2      | 3      | 3      | —      | —      | 1      | 2      | 3      | 1      | 1      |
|                     | Chunta Aragonesista (CHA)                                           | —      | —      | —      | 1      | 1      | 1      | 1      | 1      | 1      | —      | —      | —      |
|                     | Compromiso con Aragón (CA)                                          | —      | —      | —      | —      | —      | —      | —      | —      | 0      | —      | —      | —      |
|                     | Colectivo de Convergencia (CC)                                      | —      | —      | —      | —      | —      | —      | 1      | IU     | IU     | —      | —      | —      |
|                     | Independientes                                                      | 0      | —      | —      | —      | —      | 2      | —      | —      | —      | —      | —      | —      |
|                     | Partido Demócrata Popular (PDP)                                     | —      | AP     | 1      | —      | —      | —      | —      | —      | —      | —      | —      | —      |
|                     | Unión de Centro Democrático (UCD)-Centro Democrático y Social (CDS) | 8      | —      | 1      | 1      | —      | —      | —      | —      | —      | —      | —      | —      |
| Total de concejales | Total de concejales                                                 | 15     | 17     | 17     | 17     | 17     | 17     | 17     | 17     | 17     | 17     | 17     | 17     |

## Patrimonio

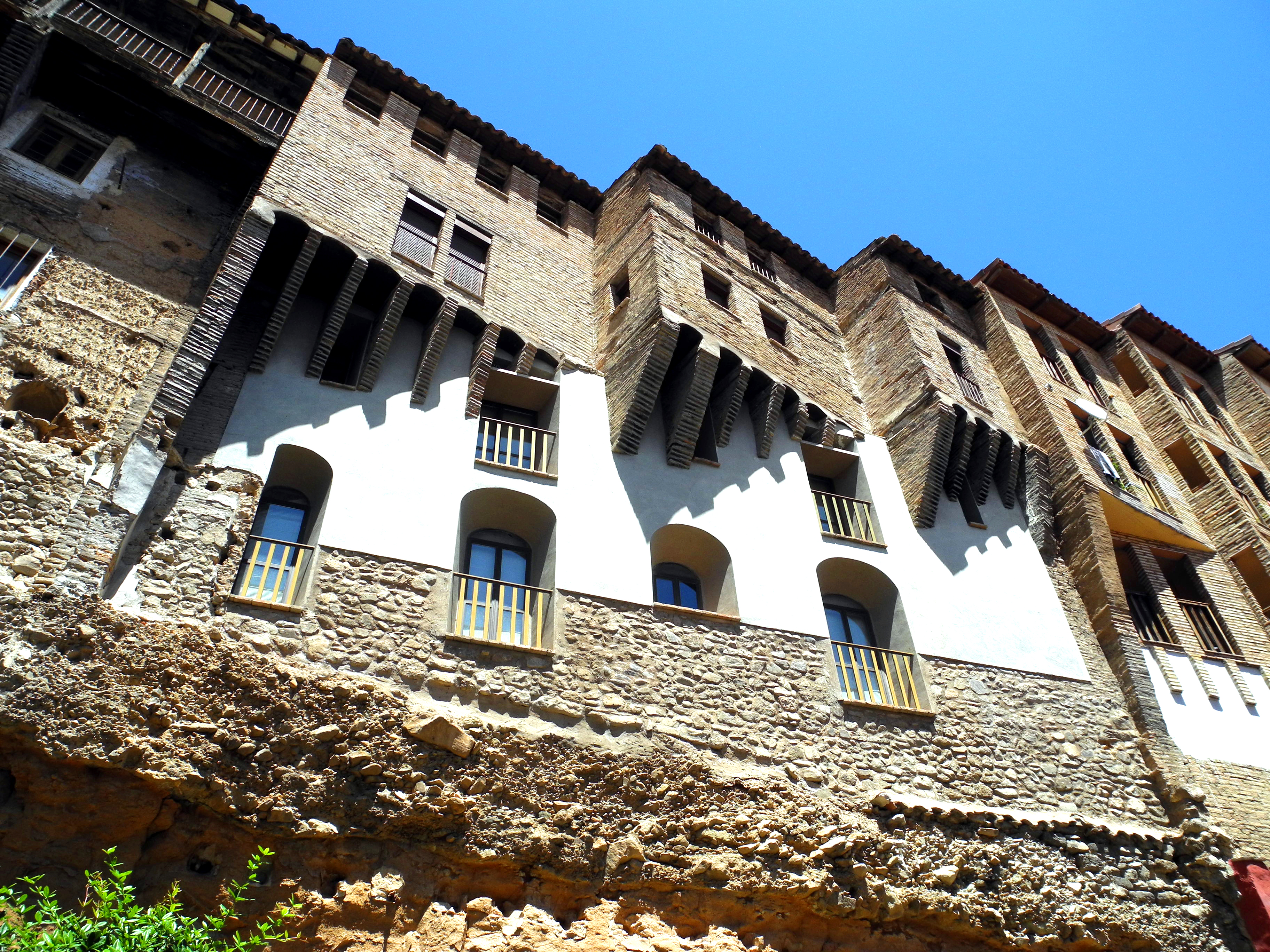
Casas en Tarazona

El casco antiguo de Tarazona fue declarado conjunto histórico artístico en 1965. Está conformado por un amplio número de calles estrechas y empedradas y sin demasiado orden. Tras sus visitas a la ciudad, el poeta Gustavo Adolfo Bécquer la denominó como la pequeña Toledo aragonesa.

Tarazona es una ciudad pequeña y antigua; más lejos del movimiento que Tudela, no se nota en ella el mismo adelanto, pero tiene un carácter más original y artístico. Cruzando sus calles con arquillos y retablos, con caserones de piedra llenos de escudos y timbres heráldicos, con altas rejas de hierro de labor exquisita y extraña, hay momentos en que se cree uno transportado a Toledo, la ciudad histórica por excelencia.
Desde mi celda (Carta Primera). Gustavo Adolfo Bécquer, 1864

Además de los monumentos, paseando por sus calles se pueden admirar palacetes, arcos de paso y casas populares que han mantenido su aspecto tradicional, levantadas con los métodos constructivos habituales de esta zona de Aragón: arcos de medio punto, ladrillo, teja árabe, adobe, verdugadas y machones de ladrillo aragonés. En este aspecto destacan algunas calles como Conde, Quiñones, Tudela, Baltasar Gracían o Mayor. Fuera de ellas destacan el palacio de los Condes de Visconti, el palacio Linares, la Casa de los Capitanes o las casas de los canónigos de la catedral. Como muchas de las ciudades y pueblos de Aragón, Tarazona posee notables representaciones del arte mudéjar aragonés. 
A pesar de que el conjunto ha sido objeto de varios planes públicos de restauración en los últimos años, numerosos inmuebles se encuentran en mal estado, presentando un deterioro progresivo. 

### Catedral de Nuestra Señora de la Huerta

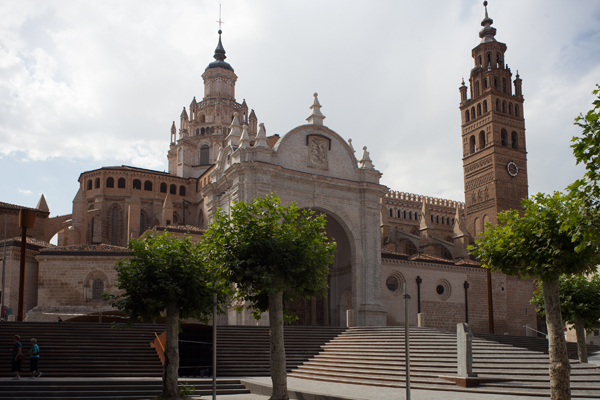
La catedral vista desde la plaza de la Seo

La catedral de Nuestra Señora de la Huerta, de planta gótica, es una de las primeras catedrales edificadas en este estilo en España y es el mejor ejemplo de arquitectura gótica en Aragón. A pesar de ello, su aspecto ha variado mucho desde entonces ya que ha ido incorporando diferentes estilos, dando como resultado un rico conjunto monumental. 
Su construcción fue iniciada a mediados del siglo XII y fue consagrada en 1235 por el obispo García Frontín II. Resultó gravemente dañada en el siglo XIV a causa de la Guerra de los dos Pedros, especialmente el claustro, que quedó destruido. A consecuencia de este hecho, la construcción de la catedral fue reformulada en estilo mudéjar. Por ello, la planta es gótica, con sus tres naves desiguales en altura, girola, arbotantes y triforio en la cabecera. Sin embargo, el claustro y el exterior del cimborrio son mudéjares. En el siglo XVI también se llevaron a cabo importantes obras en estilo renacentista como el pórtico del crucero, la decoración interior del cimborrio, las bóvedas de la nave principal, los ventanales interiores y las pinturas de la capilla mayor. 
La torre campanario refleja perfectamente esta evolución. Mientras el primer cuerpo, de piedra sillar, data de la fase gótica, el cuerpo intermedio, levantado a fines del siglo XV, es de ladrillo y de inspiración mudéjar. Finalmente, el cuerpo superior (siglo XVI) es renacentista.

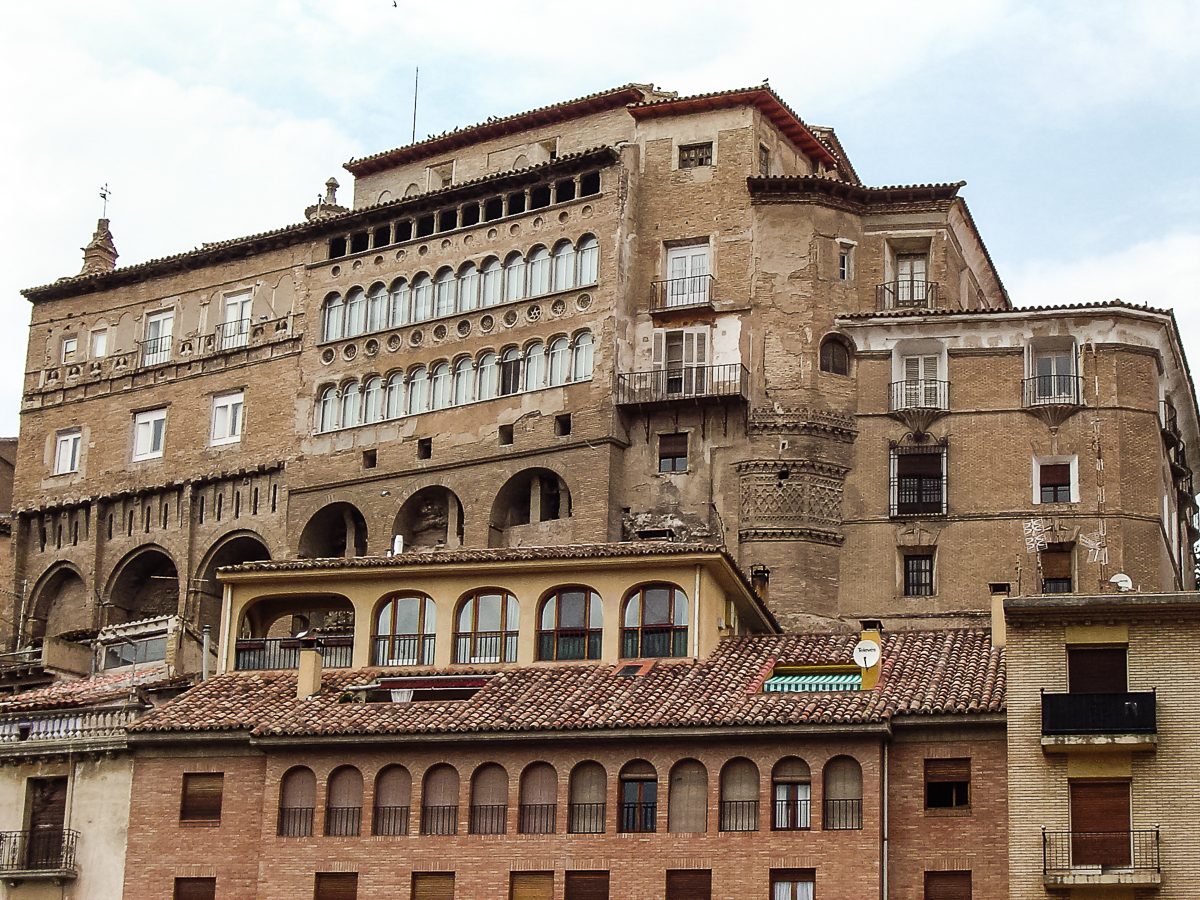
Palacio Episcopal

Declarada Monumento Histórico Artístico en 1931, desde 1985 permaneció cerrada al público debido a unas largas obras de restauración integral hasta 2011.

### Arquitectura religiosa
- Palacio Episcopal. Este espectacular palacio renacentista, construido sobre unos conglomerados que se alzan con gran altura sobre el Queiles, fue en origen la antigua zuda musulmana. Un edificio de carácter militar en el que residían los gobernadores musulmanes y posteriormente, tras la reconquista, utilizado como residencia de los reyes de Aragón. En 1386 fue comprado por el obispo Pérez Calvillo. Aquí se inició una profunda transformación del edificio que no acabó hasta el episcopado de González de Munébrega (1547-1567).
- Iglesia de Santa María Magdalena, en el barrio del Cinto, se caracteriza por su esbelta torre de estilo románico-mudéjar. Es el templo más antiguo conservado en la ciudad, ya que su cabecera sillar con tres ábsides, de estilo tardo-románico, data de fines del siglo XII. Su torre constituye la principal referencia visual del casco antiguo.

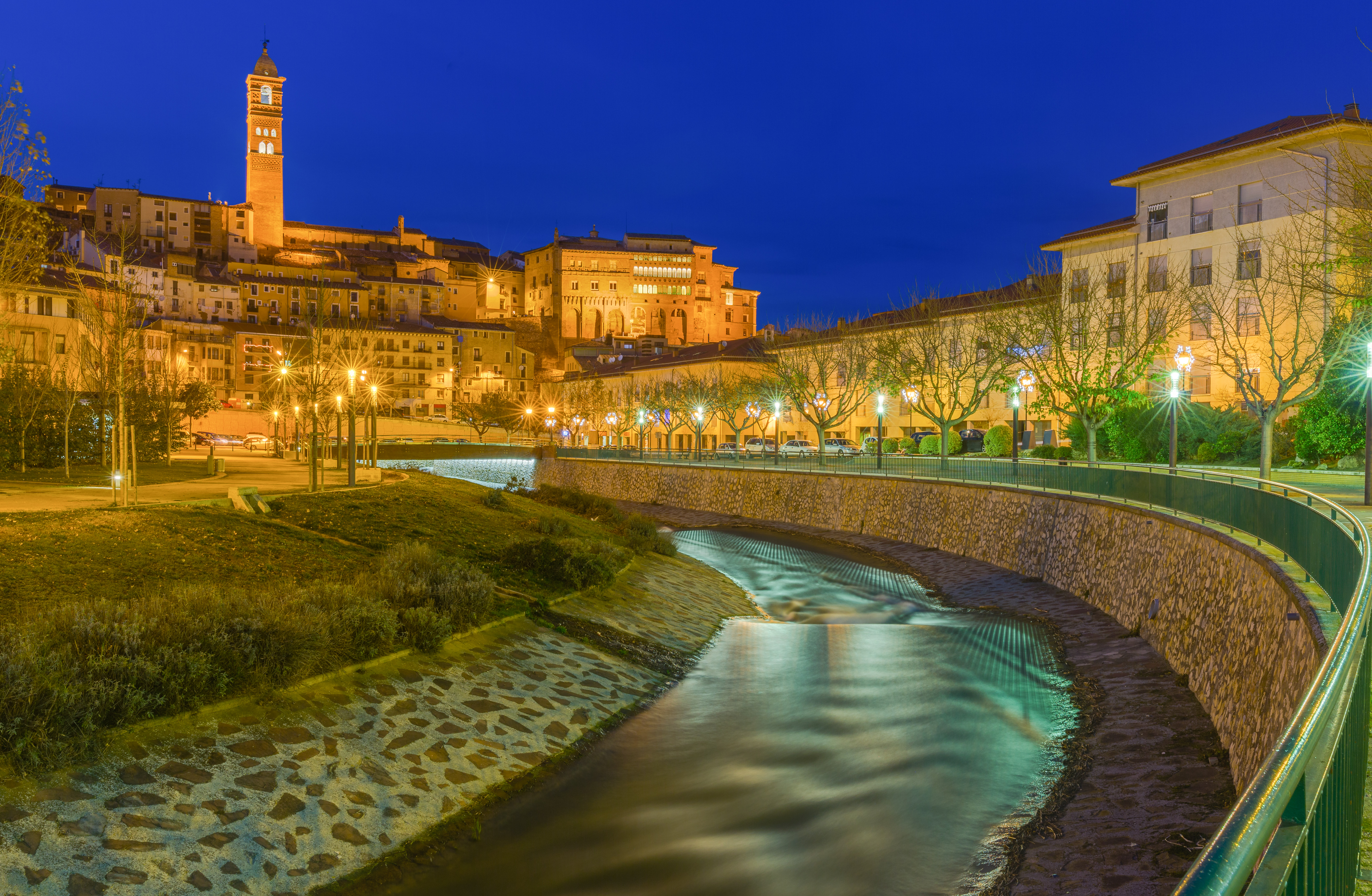
Río Queiles, torre de la Magdalena y palacio episcopal

- Iglesia de San Miguel, originaria como templo cristiano en el siglo XIII y reconstruida en el XVI. Destaca el retablo renacentista pintado por Pietro Morone.[53]
- Mezquita de Tórtoles. Datada en el siglo XV es una de las pocas mezquitas aragonesas construidas ya bajo dominación cristiana y que ha llegado hasta el presente. En su interior se puede ver el mihrab musulmán, una colorida techumbre mudéjar con inscripciones árabes y pinturas murales correspondientes a la reconversión en iglesia cristiana en 1526.[54]
- Iglesia de la Virgen del Río. Está situado junto a la plaza de toros vieja y fue construido entre 1667 y 1672 con el fin de acoger la imagen de Nuestra Señora aparecida junto al río. El edificio, de estilo barroco, está realizado en sillería y ladrillo. Presenta una gran sencillez exterior pero un delicado retablo mayor barroco. La Virgen del Río la patrona de Tarazona, celebrándose su festividad el 7 de noviembre.
- Iglesia de San Atilano. Está dedicada al patrono de la ciudad y según cuenta la tradición se alza sobre el solar de la casa natal del santo, en el barrio del Cinto. Es un templo de estilo barroco, bendecido en 1769 y de propiedad municipal. Actualmente está acondicionado como sala de exposiciones culturales, conferencias, etc.
- Ermita de San Juan. Dedicada a San Juan Bautista, se encuentra excavada en la roca y consta de una sola nave y cabecera, y su origen se remonta a la Edad Media. Se sitúa junto al Ojo de San Juan, nacedero del manantial que da origen a la acequia Selcos, que cruza el municipio. Sobre sus aguas se encontraba el antiguo lavadero de la ciudad.
- Crucifijo o humilladero. Pequeño templete erigido en torno al siglo XVI en una ladera a la salida de la ciudad. Se considera como un testimonio religioso para promover, en los caminantes de la época, confianza y piedad ante la inseguridad de viajar. Como tradición aragonesa de situar tal edificación en las encrucijadas de los caminos reales.

### Patrimonio conventual
Tarazona ha contado a lo largo de su historia con ocho conventos, de los que únicamente ha desaparecido el de frailes capuchinos. Sin embargo, ninguno mantiene en la actualidad su uso original.
- Iglesia y ex convento de San Francisco. Fue fundado, según la tradición, por san Francisco en 1214. De la primitiva iglesia de una nave se conservan parte de los muros exteriores y algunas capillas. En 1495 fue consagrado como arzobispo primado de Toledo el cardenal Cisneros en la capilla de La Piedad, ante los Reyes Católicos. Tras la desamortización de Mendizábal las dependencias franciscanas sirvieron como hospital municipal del Sancti Spiritus. En el siglo XX se demolió gran parte de las dependencias y hoy solo se ha conservado el claustro, la biblioteca, actualmente Escuela Oficial de Idiomas, y la iglesia, que ha funcionado durante las últimas décadas como catedral sustitutoria durante las obras de la catedral. En 2014 se ha celebrado el 800 aniversario de la fundación del convento. Es una iglesia muy ligada a la Semana Santa pues en ella se representa el Viernes Santo el descendimiento, la guardia de los alabarderos y el sellado del sepulcro de Cristo. El retablo mayor presenta unas dimensiones mayores que ningún otro en la ciudad, así como la capilla del Santo Cristo de la V.O.T.

El resto de ex conventos son el de la Concepción, el de las Carmelitas San Joaquín, el de las Carmelitas de Santa Ana, el del Carmen, el colegio de Jesuitas de San Vicente Mártir y el de la Merced. Este último, erigido a comienzos del siglo XVIII, sirve hoy de sede al Conservatorio Estatal de Música. El gran conjunto de edificios religiosos existentes en la ciudad es consecuencia, en gran medida, de su condición de sede episcopal.

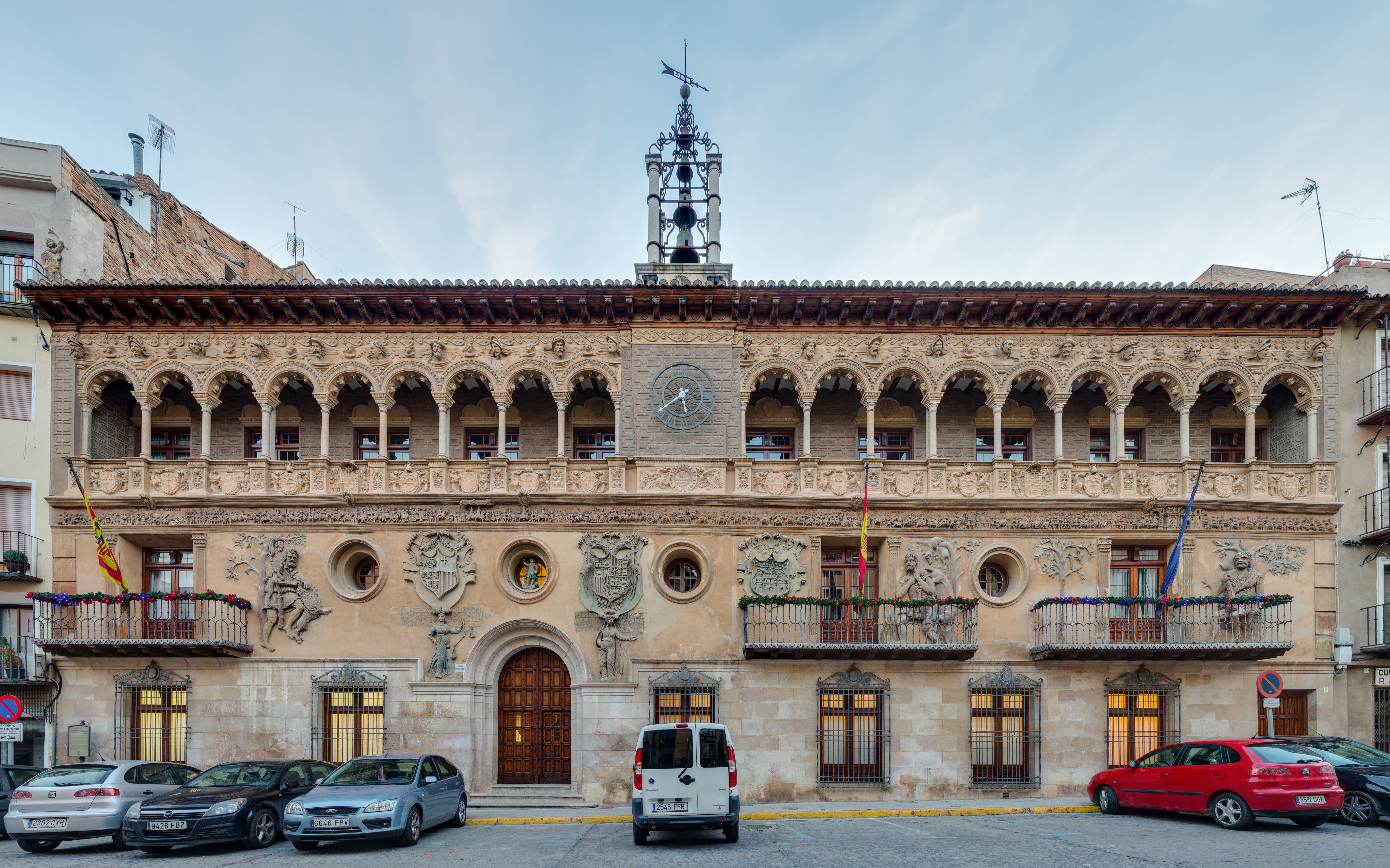
Ayuntamiento de Tarazona

### Arquitectura civil
- Casa consistorial de Tarazona, edificada entre los años 1557 y 1563 en la plaza Mayor o del Mercado para cumplir la función de Lonja. Solo a mediados del siglo XVII el edificio pasó a ser utilizado como casa consistorial propiamente dicha. Su fachada tiene una portada renacentista que contiene las figuras de Hércules —mítico fundador de la ciudad—, Pierres, Caco —seres mitológicos habitantes del cercano Moncayo— y la procesión de coronación del emperador Carlos V en Bolonia.
- Casas Colgadas. Son un conjunto de viviendas que fue edificado aprovechando el adarve de la muralla del barrio del Cinto. Mientras el acceso a las casas se encuentra en la calle del Conde, sus fachadas posteriores quedan voladas sobre la Judería mediante saledizos. Estas viviendas pertenecían a la baja nobleza y a linajes como los López de Gurrea, Señores de Torrellas, Los Fayos, y Santa Cruz.

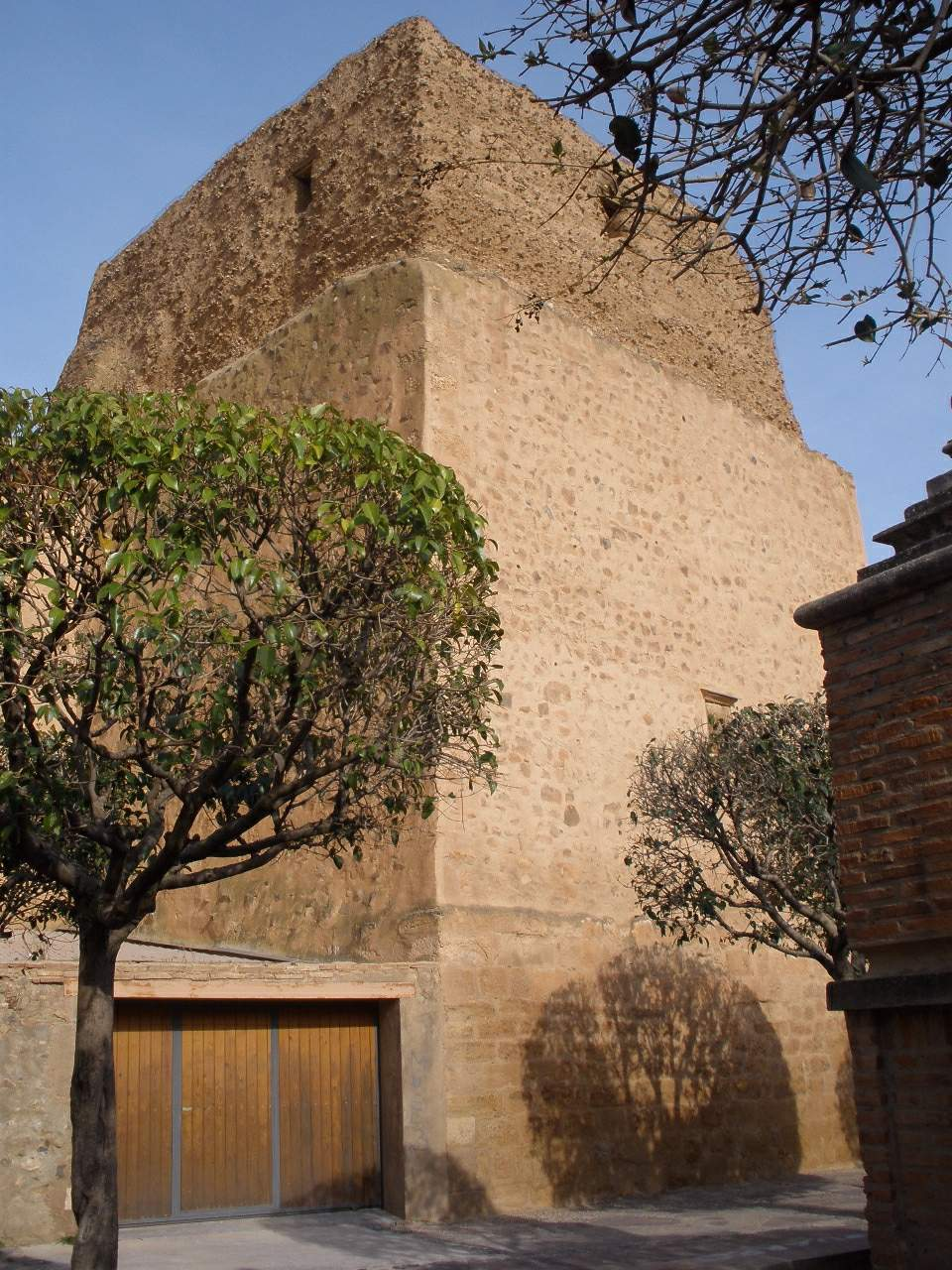
Torre del Rey

- Murallas. En distintos puntos del barrio del Cinto —barrio «encintado» por la muralla— todavía se pueden observar distintos lienzos de la muralla, en ocasiones integrada en viviendas particulares. Los lienzos más destacados se pueden ver en la calle Alfara, Mayor y plaza del Puerto.  En la calle del Conde y en la plaza de la Laguna existen todavía puertas de acceso y torreones. En el muro oeste de la muralla existieron en el pasado dos balsas de agua o fosos para mejorar la capacidad de defensa de esta zona, que era la más expuesta a ataques y por la que se accedía desde Castilla. En este flanco se conservan la Torre del Rey y la del Cubo, que sirve como base al campanario del Convento de la Concepción. El propio ayuntamiento está apoyado sobre un lienzo de la muralla, cuyos sillares son perfectamente visibles desde el interior del edificio.
- Torre de Samanes, torreón fortaleza del siglo XIV ubicada en el despoblado del mismo nombre, a las afueras de la localidad de Cunchillos.
- Palacio de Eguarás, palacio renacentista del siglo XVI, residencia de los marqueses de Eguarás, que destaca por sus dimensiones, patio, jardín botánico y por las deterioradas pinturas de Pietro Morone. Ubicado junto a la catedral, es propiedad de la Diputación Provincial de Zaragoza.
- Teatro de Bellas Artes. Concluido en el año 1921, es un ejemplo de arquitectura ecléctica, con reminiscencias modernistas en su exterior y elementos clasicistas en su interior. Con capacidad para 475 personas, su distribución es la de un teatro clásico a la italiana.[56]
- Plaza de toros vieja, construida con planta octogonal entre 1790 y 1792 en el antiguo prado de la ciudad, era un edificio de 32 viviendas cuyos dueños alquilaban los balcones cuando había festejos. Hoy sigue habitada en su totalidad dado que las actuaciones se trasladaron a la nueva plaza en 1870.[57]

Panorámica nocturna de la plaza de toros vieja

### Judería[58]

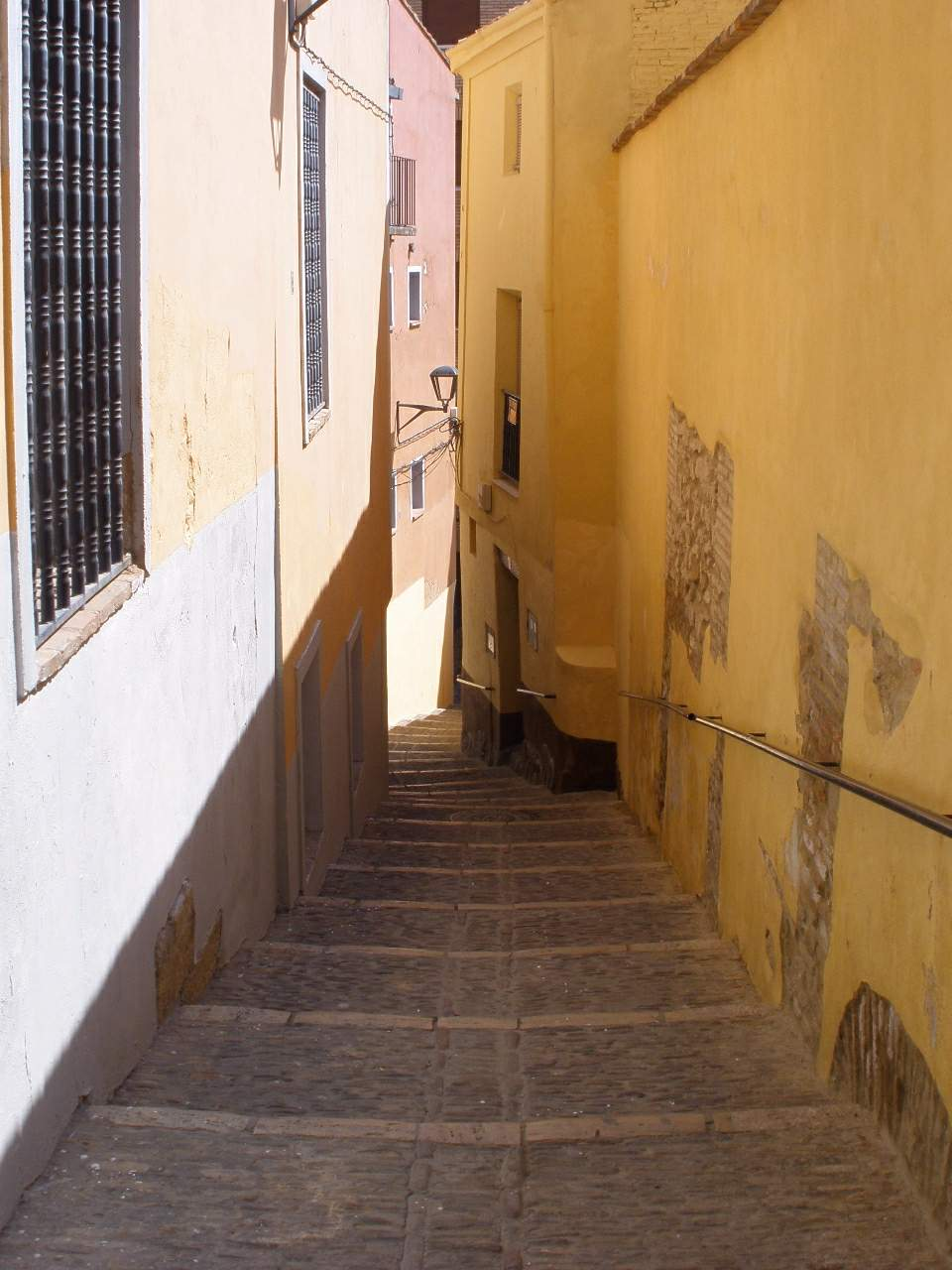
Cuesta de los Arcedianos, conecta las juderías nueva y vieja

Tarazona contó con un barrio judío cuyo entramado primitivo es conocido desde el siglo XII y se denomina Judería Vieja. La trama está formada por las calles Judería, Aires, Rúa Alta de Bécquer, Rúa Baja de Bécquer, plaza de los Arcedianos y plaza de la Mata (o de los Corderos). Estas calles han mantenido su encanto medieval, sinuosas, estrechas, empedradas y con callizos, característicos de las juderías. 
El barrio judío estaba fuera del Cinto amurallado pero disponía de su propia muralla, con puertas de acceso que se cerraban por la noche. Estos portones se situaban en la entrada desde la plaza España (Puerta de la plaza Nueva), bajo los arcos del palacio Episcopal (Poticiella) y en las escaleras de subida al Cinto.
La Rúa Alta era la calle en la que vivían las familias de la elite cultural y económica de la aljama y es probable que en ella se encontrasen las dos sinagogas que hubo: la mayor y la de las mujeres. En la plaza de los Arcedianos tenía lugar la celebración judía del sucot.

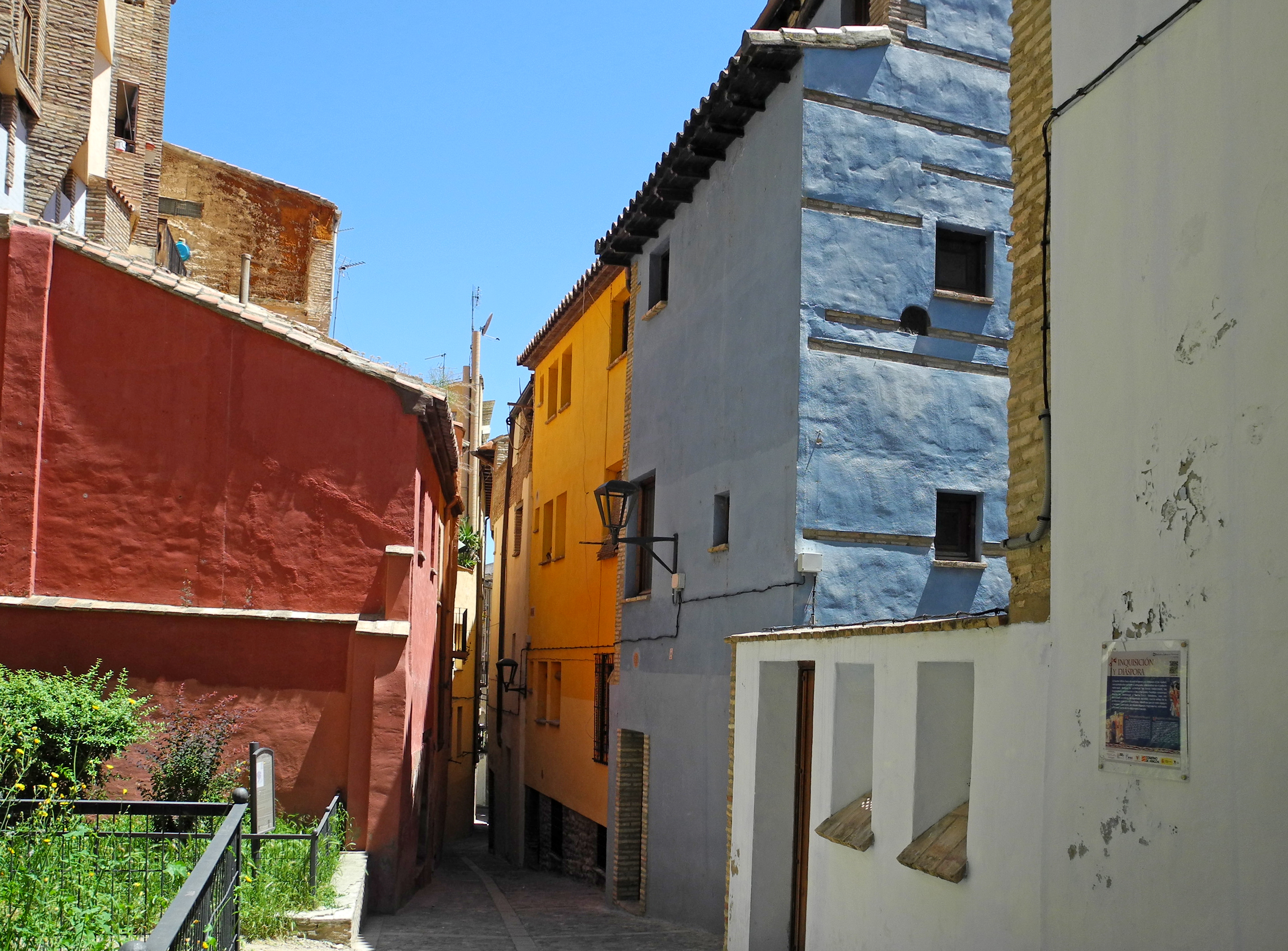
Calle Judería

En el siglo XV se produce una expansión de la judería por la cuesta de los Arcedianos y placeta de Nuestra Señora. Esta ampliación se denomina judería nueva y contaba con dos puertas: la de Santa Ana, cuyo arco aún se conserva, y otra en el extremo contrario de la plaza. En esta parte se pueden observar dos callizos, uno de los cuales todavía es público y transitable. 
La judería de Tarazona fue una de las más importantes de Aragón y llegó a albergar a 70 familias. Entre sus vecinos se encontró Moshé de Portella, judío turiasonense de gran relevancia en el siglo XIII. Fue Bayle y Merino de Tarazona e incluso Bayle General de Aragón bajo el reinado de Pedro III, el Grande. Fue el judío más relevante de esta aljama y el centro de interpretación de la cultura judía de Tarazona lleva su nombre. Este museo está a punto de ser reabierto en la Casa de los Capitanes, sede de la institución comarcal, tras unos años cerrado. 
Esta es la única judería aragonesa que forma parte de la Red de Juderías de España. Desde hace unos años se ha investigado el pasado judío de la ciudad, se han editado publicaciones, se han restaurado muchas viviendas y se organizan cada año las jornadas de la cultura judía "El retorno de Sefarad a Tarazona", organizada por Asociación de Amigos de la Cultura Judía de Tarazona “Moshé Portella”.

### Patrimonio industrial

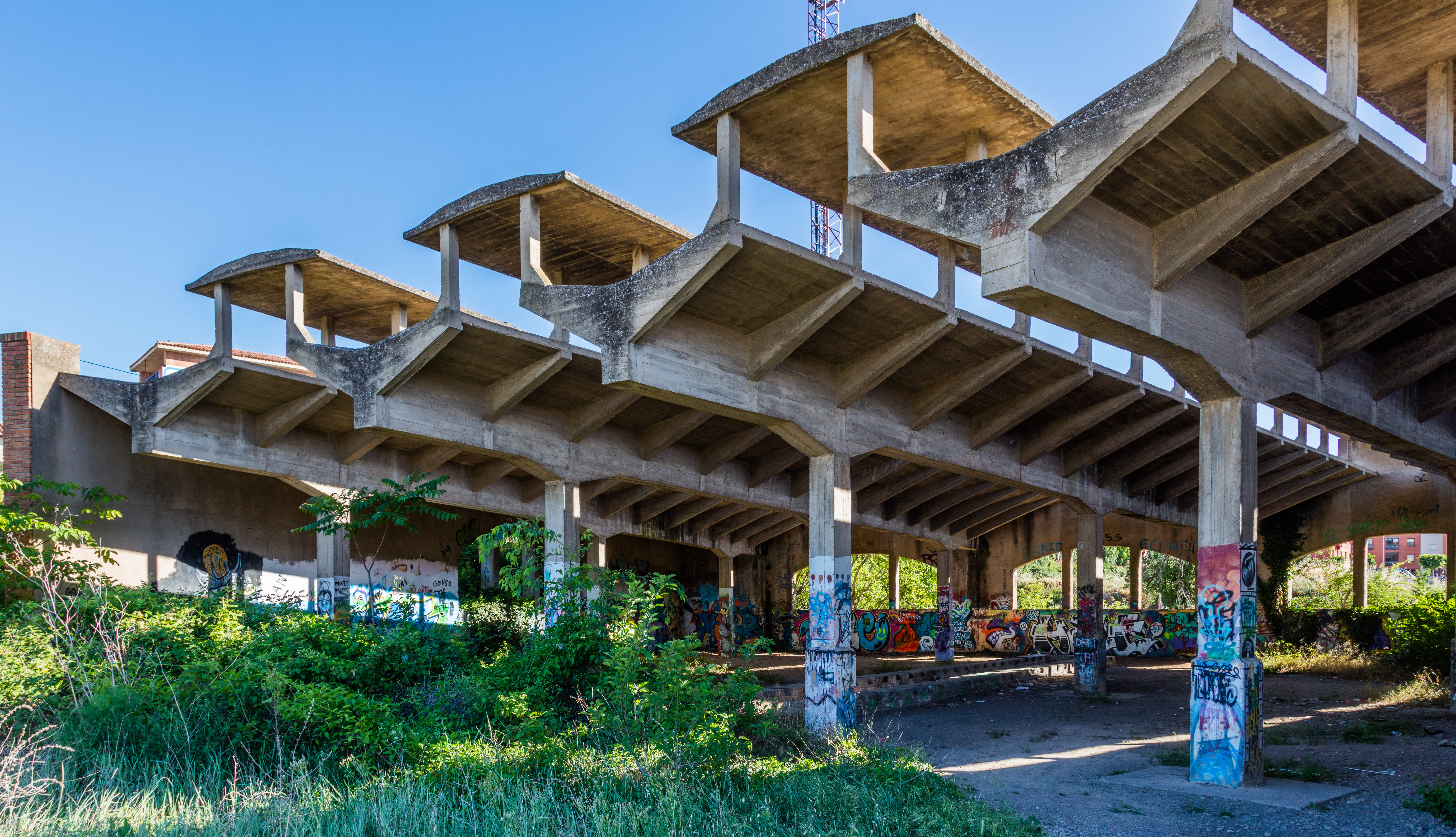
Antigua nave de máquinas del FF.CC.

Tarazona ha sido una ciudad con un carácter marcadamente industrial ya desde el siglo XIX. Por toda la ciudad quedan vestigios de las numerosas fábricas que han existido a lo largo del siglo XX, aunque de muchas tan solo quedan las chimeneas. Permanecen en pie, aunque en ruina, la papelera Celulosa del Queiles y la harinera Viuda de Marqueta, entre otras. Esta última data de 1919 y presenta una fachada modernista muy diferente al del resto de industrias turiasonenses. 
De entre las fábricas históricas, se conserva intacto el silo de almacenamiento de grano o la fosforera del Carmen, denominada la catedral de los fósforos. Relacionada con esta, se mantiene, aunque en estado de ruina, la casa de la familia Lizarbe, fundadores de la misma.
En 1886 llegó el tren a Tarazona gracias a la Compañía del Norte, que construyó la línea de vía estrecha Tudela-Tarazona. La primera estación de viajeros aún se conserva y es sede actual de la Comunidad de Regantes de Tarazona.
El 6 de julio de 1952, se cambia el ancho de la vía al convencional y se inaugura una nueva estación, más amplia. Este edificio de estilo regionalista también se conserva y es un centro municipal sociocultural. Frente a ella se pueden ver los viejos andenes. La última de las que se mantiene en pie de este complejo ferroviario es la nave de reposición de máquinas. Es un edificio singular que mantiene los fosos donde se llevaban a cabo las operaciones de reparación de los trenes. La vía de ferrocarril se ha transformado íntegramente hasta Tudela en la vía verde del Tarazonica.

#### Las industrias textiles

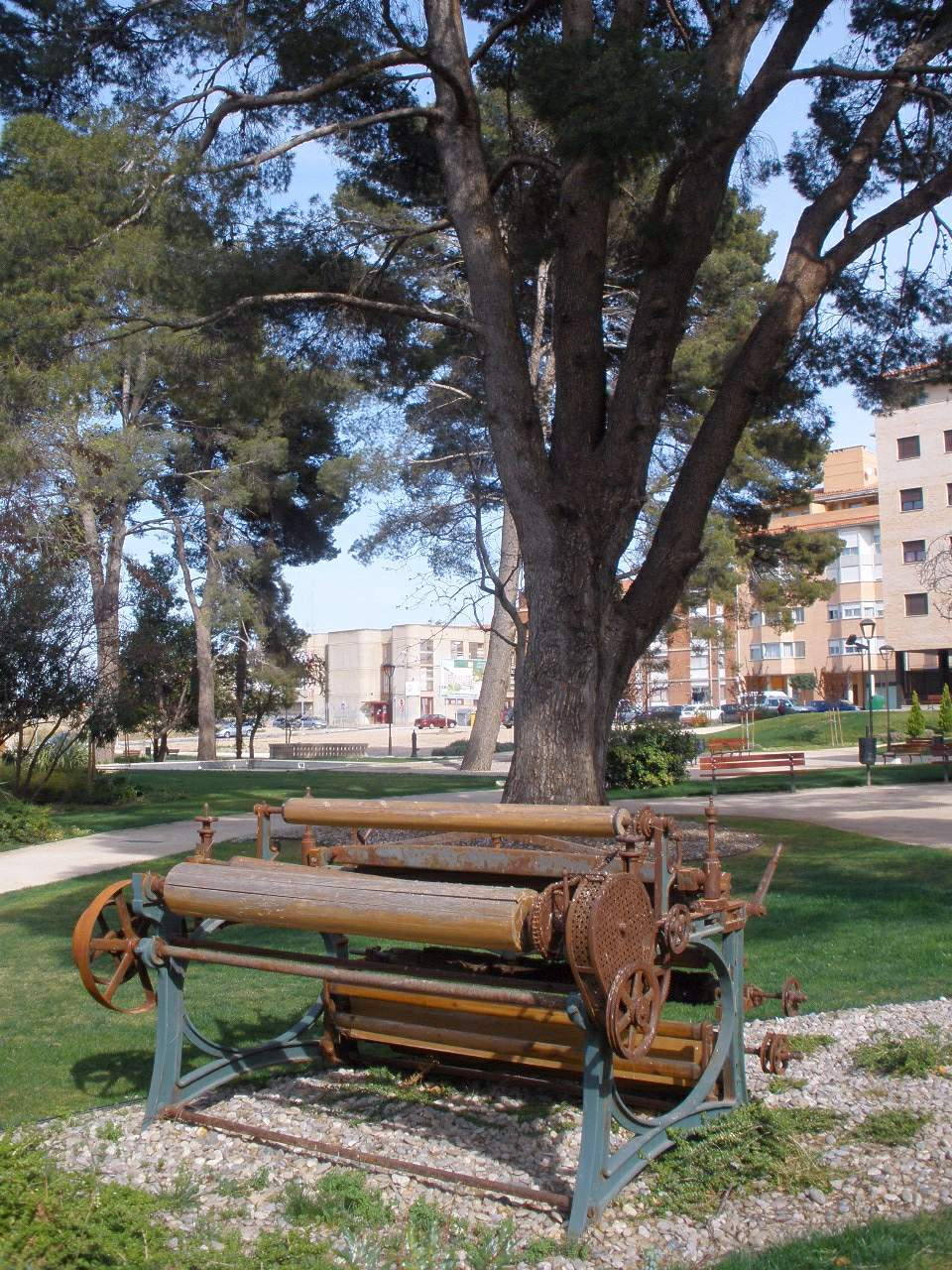
Tundidora expuesta en el parque de la Milagrosa

La Guerra Civil supuso un punto de inflexión para la industria textil en Tarazona. Gracias a la contienda bélica se potenció este sector ya que las textiles de Tarazona eran de las pocas que quedaron bajo control del bando sublevado y se utilizaron para suministrar uniformes y mantas al ejército de Franco, aumentando así su producción. Además de varios talleres de confección, en su momento coincidieron en el tiempo tres grandes fábricas textiles: Fibras Textiles Nacionales (Fitena), Textil de Cipriano Gutiérrez Tapia y Textil Tarazona. 
- Textil Tarazona. Fue una de las principales textiles laneras de toda España. Llegó a necesitar tal cantidad de energía que fue necesaria la construcción de la central hidroeléctrica del Morca, en Moncayo para su suministro. También las altas necesidades de agua conllevaron la construcción de dos enormes balsas de almacenamiento. Tras varios años de problemas financieros y compraventas con participaciones públicas cerró a finales de los 90. Tras la compra definitiva de los terrenos por la Diputación General de Aragón y posterior derribo en 2007, hoy solo queda en pie la chimenea en medio de un enorme solar a la espera de su desarrollo urbanístico.[66]
- Textil de Cipriano Gutiérrez Tapia. Conocida popularmente como la fábrica de abajo frente a la fábrica de arriba en referencia a Textil Tarazona. De esta sí se conservan varios edificios de todo el conjunto. Además de la chimenea y la casa del propietario, pegada a la factoría como era tan habitual en la época, queda en pie una parte importante de las naves y oficinas. Las naves se han reconvertido en recinto ferial municipal para celebrar conciertos, ferias, exposiciones o concentraciones de diversa índole. Destacan por sus características cubiertas a dos aguas. Las oficinas albergan el Servicio Aragonés de Empleo (INAEM) y servicios municipales.

En el solar que ocupaban el resto de naves se ha construido el nuevo centro de salud del Servicio Aragonés de Salud (SALUD). El gran patio de acceso a la fábrica se ha reurbanizado y construido una plaza semipeatonal dedicada a la pintora Joaquina Zamora Sarrate. Por otro lado, los jardines que pertenecían a la casa de los Gutiérrez Tapia, que se conserva, han sido integrados en el espacio público y forman el actual parque de la Milagrosa. El parque alberga a modo expositivo dos máquinas telares. Junto a la factoría ha quedado un curioso conjunto de viviendas uniformes en su estilo en la barrio de la Milagrosa. Se construyeron como viviendas para los trabajadores de la fábrica y aún se mantienen habitadas.

### Patrimonio disperso o desaparecido

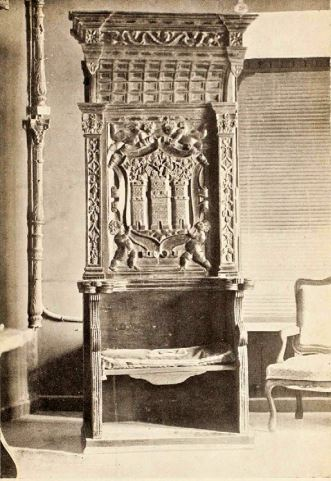
Sitial del Justicia en Tarazona

Durante los siglos XIX y XX España sufrió una pérdida enorme de patrimonio por razones muy diversas y Tarazona cuenta con destacados ejemplos de ello. Algunos casos son: 
- Gran alfarje mudéjar del Palacio Episcopal. Probablemente procedía de un salón que actualmente ya no existe en el palacio Episcopal tras modificaciones en el edificio. Se desconoce cómo fue su salida del palacio. Inicialmente fue comprado por William Randol Hearst y posteriormente por Mauricio Fernández Garza.[69] Actualmente se ubica en su casa de La Milarca (San Pedro Garza García, Nuevo León, México).[70][71]
- Sitial de madera del Justicia. Mueble renacentista del siglo XVI, atribuido al escultor Bernal del Fuego, con el escudo de la ciudad labrado. Construido por el Concejo municipal para servir de asiento emblemático de la máxima autoridad del poder judicial en Tarazona. Fue enajenado por el propio Consistorio en 1920 por considerarse "inútil" y no valorarse su singular valor histórico artístico. Fue subastado en Nueva York en 1921 y se desconoce su paradero.[72]
- Retablo gótico de Nuestra Señora. Procedente de la capilla de la familia Santa Fe en la iglesia del convento de San Francisco, obra de Blasco de Grañén. La tabla central (Virgen de Mosén Esperandeu de Santa Fe) se conserva en el Museo Lázaro Galdiano (Madrid). Otras tres tablas se conservan parcialmente en el Ayuntamiento de Tarazona.[73]
- Retablo gótico de San Andrés. Procedente de la capilla homónima en la Catedral de Tarazona. Obra de Pedro Díaz de Oviedo de finales del siglo XV. Una tabla se conserva en el Museo de Navarra (Pamplona).[74]
- Artesonado mudéjar de 1498. Actualmente en el museo Sa Bassa Blanca de Mallorca. Declarado Bien de Interés Cultural del Patrimonio de las Islas Baleares, en él puede leerse la siguiente inscripción: Esta capilla iso a su costa Juan Fernandes Castellano Canonigo capellán perpetuo en esta iglesia de Taraçona la cual capilla se edificó principalmente para culto de Dios e reverencia de la concepción de nuestra Señora Virgen Maris e acabose año del nacimiento de nuestro salvador Jesucristo del MCDXCVIII[75][76]

## Cultura

### Cipotegato y fiestas patronales en honor de san Atilano

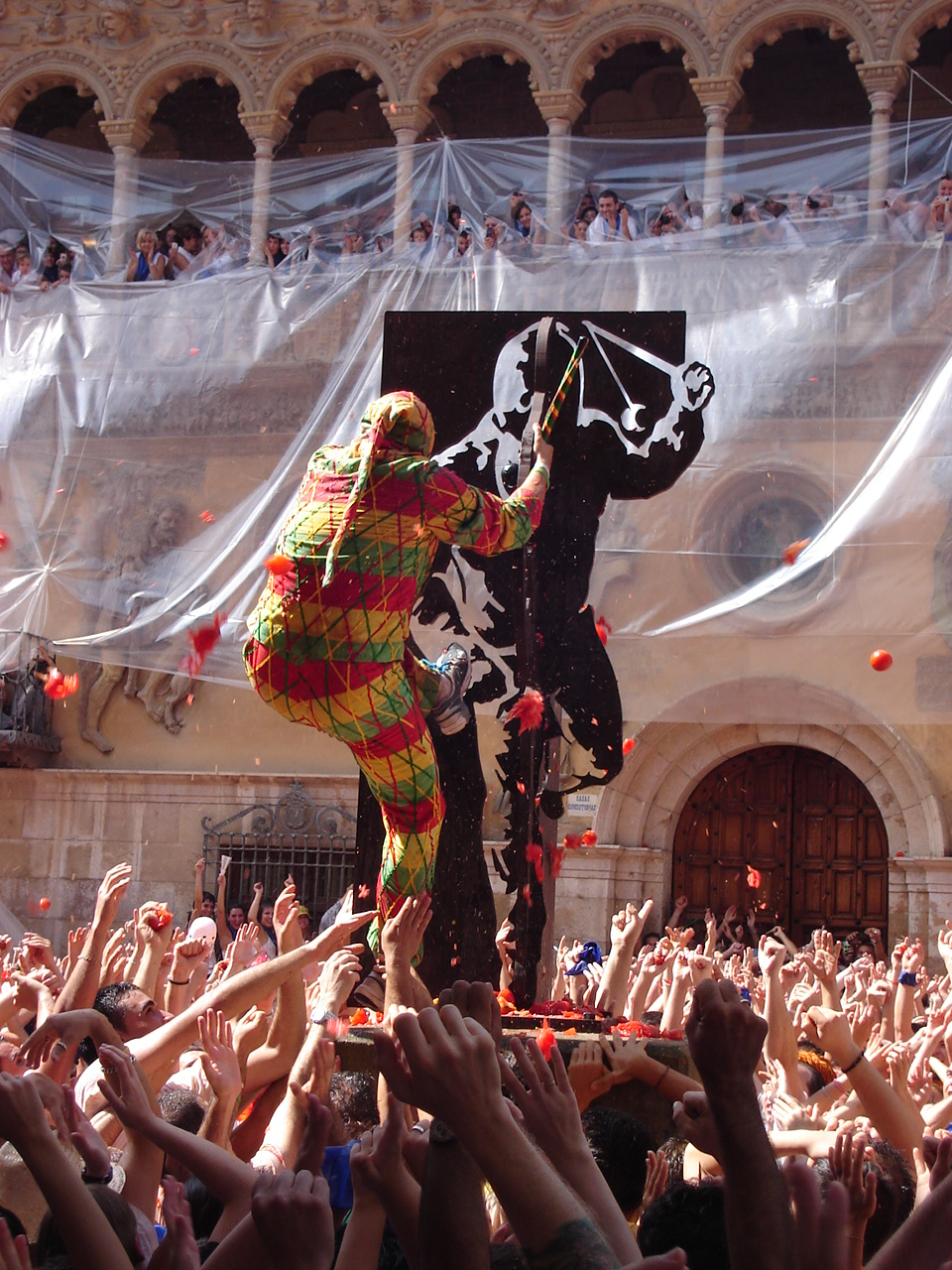
El Cipotegato 2007 sube a su monumento frente al Ayuntamiento

El «Cipotegato» es la tradición más conocida de Tarazona y tiene lugar cada año el 27 de agosto. Esta tradición fue declarada de interés turístico regional en 1998 y de interés turístico nacional en 2009. Las fiestas, en honor al patrón San Atilano, se alargan hasta el 1 de septiembre.
A las 12 horas del día 27, el Cipotegato —personaje turasionense encapuchado y disfrazado de arlequín con los colores amarillo, rojo y verde— irrumpe en la plaza de España saliendo desde al Ayuntamiento a través de un pasillo abierto entre la multitud por amigos y antiguos Cipotegatos. Atravesando la plaza, es perseguido por la muchedumbre que le arroja tomates. Si sale triunfante, será subido a la escultura erigida en su honor en la misma plaza. 
La fiesta está documentada en el archivo de la Catedral de Tarazona desde 1706. En ella, un personaje llamado «el Pellexo de Gato» persigue a los niños durante la fiesta del Corpus Christi. Tras un periodo de al menos 200 años ligado a lo religioso pasa a la órbita civil, participando en el dance de Tarazona. Finalmente ha evolucionado hasta la fiesta que conocemos actualmente.
El Cipotegato significa el pistoletazo de salida a seis días de festejos. Entre las actividades más destacadas se encuentra la procesión de la reliquia de San Atilano y la ofrenda de flores y frutos a la patrona, la Virgen del Río, del día 28. La Feria Taurina de Tarazona, los castillos de fuegos artificiales, las charangas, los conciertos, las verbenas o los almuerzos populares estructuran el programa de fiestas. 
Es tradicional, como en numerosos municipios de la zona de Navarra y Aragón, vestir durante estos días con ropa blanca y, en este caso, pañuelo y faja azules, color de la bandera de Tarazona. La comparsa de gigantes (siglo XVII) y cabezudos que desfila estos días es una de las más antiguas de España.
La conclusión de las fiestas tiene lugar el 1 de septiembre con la denominada «quema del sapo», en donde se quema la imagen de un sapo o rana en una maqueta relacionada con algún hecho acaecido en Tarazona o en el resto del país.

### Semana Santa

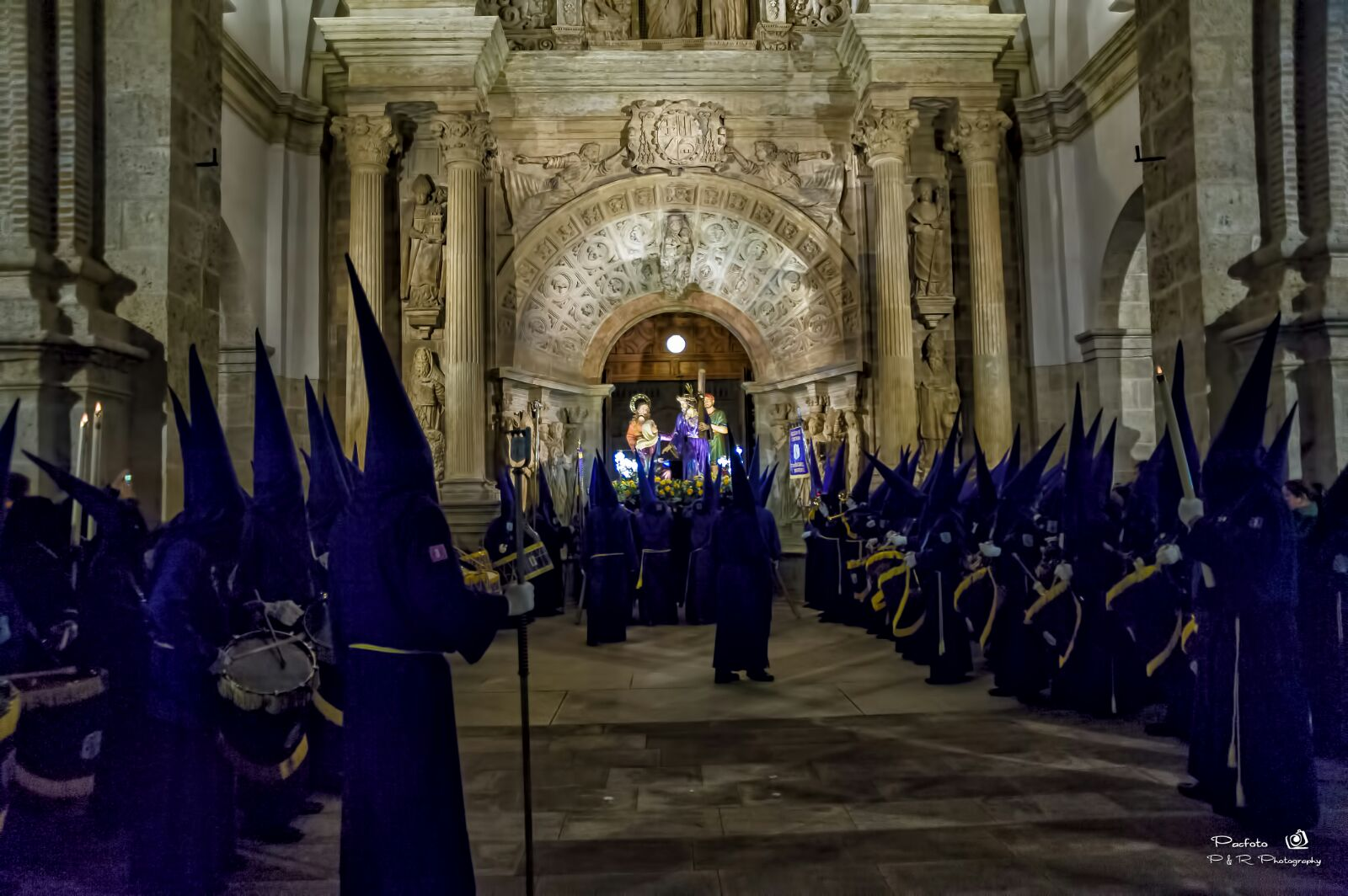
El nazareno entrando en la catedral el lunes santo

La Semana Santa es la otra gran festividad de Tarazona, atrayendo a un gran número de visitantes. Fue declarada de interés turístico regional en 2005 y en ella participan 10 cofradías que toman parte en multitud de actos como el pregón, la exaltación de cornetas, tambores y bombos, el Vía Crucis o las procesiones particulares. Especialmente destacada es la procesión general del Santo Entierro, que se celebra la tarde del Viernes Santo, y en la que procesionan todas las cofradías; excepto la Resurrección del Señor, que lo hace el Domingo de Resurrección.
En total, salen a la calle doce imágenes entre las que destacan por su valor artístico la talla de la Piedad de Francisco Gutiérrez (manierista, siglo XVIII), la imagen del Cristo del Rebate, talla de madera policromada del último tercio del siglo XVI (atribuida a un discípulo de Juan de Anchieta) y el Cristo del Consuelo y Santa María Magdalena, cuya cofradía fue fundada en 1618. También destaca el fervor por el Santo Cristo de la Venerable Orden Tercera, que puede venerarse en la iglesia de San Francisco, y que es portado a hombros por los hermanos cofrades, en la procesión general.

### Festival de cine de comedia "Paco Martínez Soria"
En 2004 el Ayuntamiento de Tarazona creó el festival de cine de comedia "Paco Martínez Soria" en conmemoración de este actor turiasonense. El certamen se celebra cada año a mediados de agosto y congrega a los principales actores y directores españoles de este género, que asisten a diversos coloquios y a la gala de clausura. En esta se entregan varios premios:
- Premio Talento de comedia (masculino)
- Premio Talento de comedia (femenino). Desde su XX edición, en 2023, pasa a denominarse Premio Laura Gómez-Lacueva, en su recuerdo.[90][91]
- Premio Joven talento aragonés
- Premio Tarazona y El Moncayo
- En ciertas ediciones: Premio Especial

El festival se ha consolidado y es actualmente una de las actividades culturales anuales más populares de Tarazona. Además, es un festival preseleccionador a los Premios Goya y a los Premios Forqué en cortometrajes de comedia. En 2017 consiguió el Certificado AIC de Calidad para Festivales de Cortometraje.

### Otras celebraciones
A pesar de que las fiestas en honor al patrón San Atilano se celebran a finales de agosto, la festividad como tal es el 5 de octubre. Ese día también se realizan diferentes actos para honrar al santo como conciertos musicales, actividades culturales y se come un postre dulce con forma de pez en recuerdo de la leyenda de San Atilano. Como es habitual en estos actos se realiza una misa en la catedral.
También se conmemora la festividad de San Miguel, en el barrio del mismo nombre y en el barrio de Cunchillos, a finales de septiembre; la romería al Moncayo del Quililay, el primer domingo del mes de julio, la cual se remonta a 1515; San Isidro, con una procesión de tractores engalanados; San Antón, con la bendición de animales domésticos; el Corpus Christi o la festividad del Carmen.

### Gastronomía

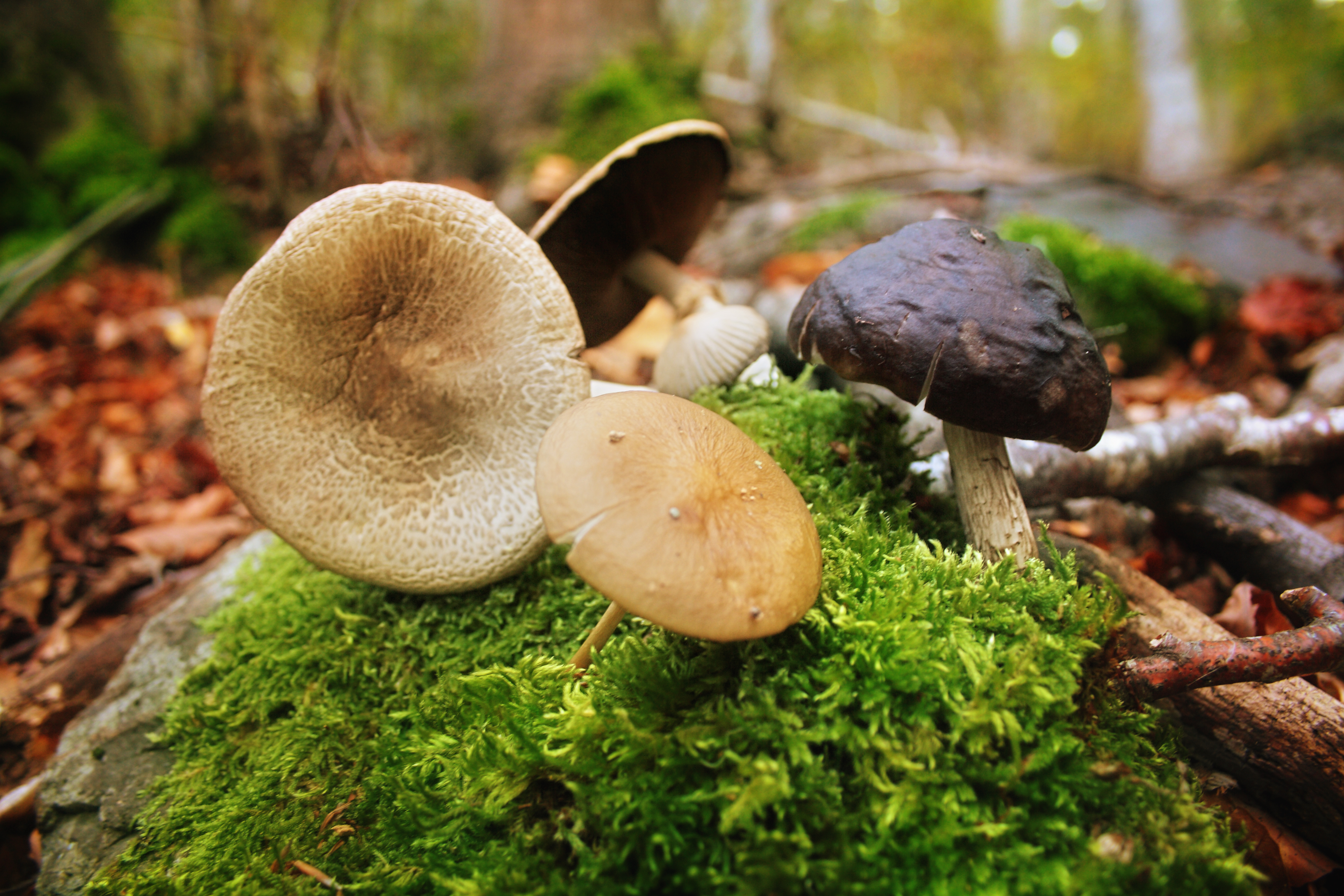
Setas del Moncayo

La gastronomía de Tarazona se enmarca en la variada gastronomía aragonesa. Dentro de ello podemos destacar las verduras de la vega del Queiles, especialmente la borraja, el cardo y la achicoria, el ternasco, las migas con uvas o el rancho, cuya base es la carne de conejo, patatas y verduras de temporada, carne de cerdo adobado, carne de cordero y caracoles.
En repostería sobresalen el guirlache, el roscón de San Blas, la culeca de San Jorge (bollo dulce con huevo) y el pastel de chorizo por San Vicente.
Como alimentos autóctonos cabe señalar el aceite de oliva Denominación de Origen Sierra del Moncayo, la judía trapera, la judía tempranilla, la judía barrada negra, la judía barrada roja y el higo negro de Tarazona. Los vinos de la tierra están incluidos en la indicación geográfica protegida Ribera del Queiles. 
La riqueza micológica del Moncayo también define una parte importante de la gastronomía turiasonense.

### Deporte

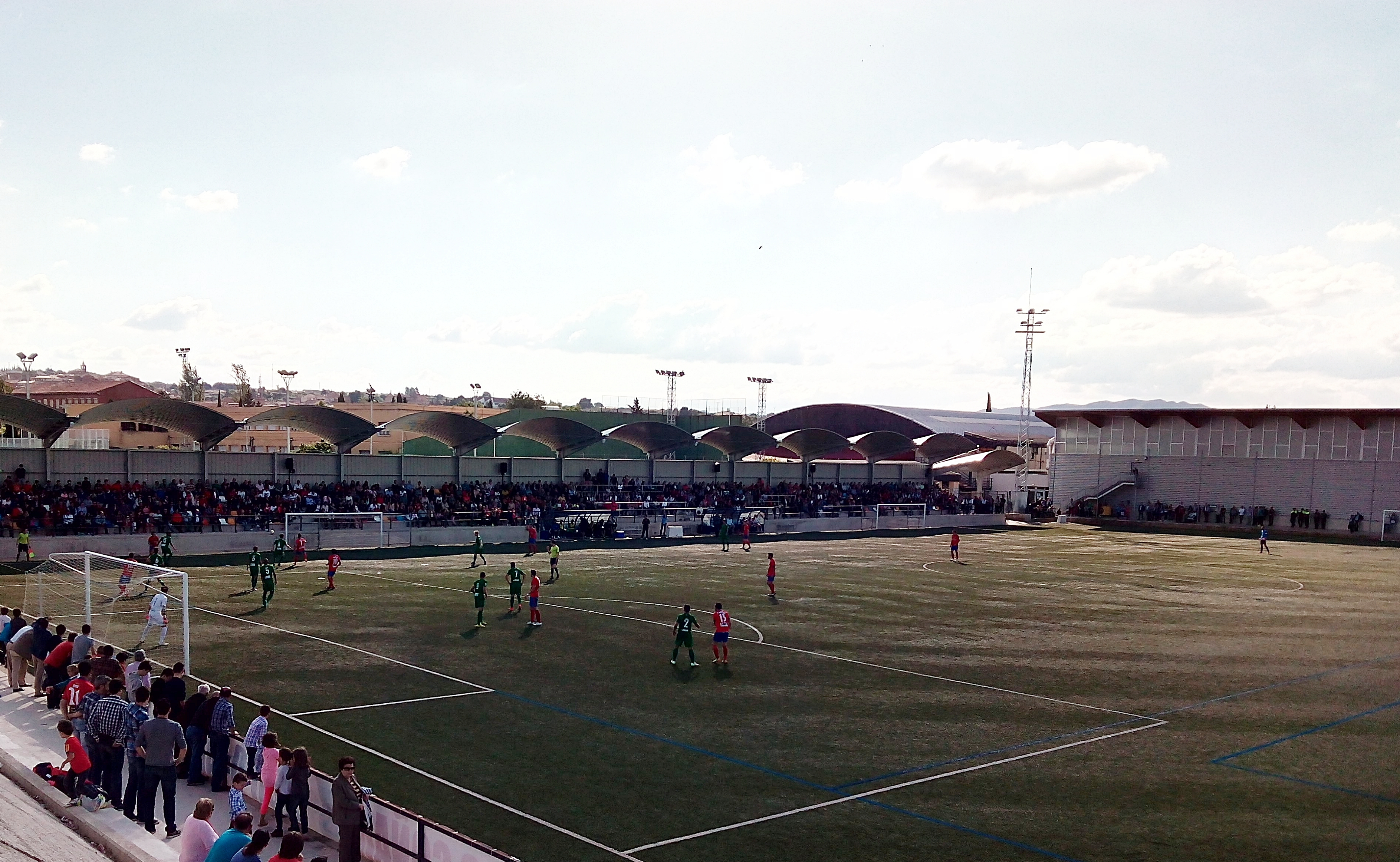
Partido de la eliminatoria contra el Atlético Levante en el municipal

Existen dos grandes complejos deportivos, las piscinas de La Glorieta, junto al Queiles, y el polideportivo municipal, que alberga las piscinas climatizadas, los pabellones cubiertos, el campo de fútbol, el frontón y las canchas de tenis y pádel.
En el campo municipal juegan sus partidos los dos equipos de fútbol: el C.D. Eureka y la S. D. Tarazona, principal club deportivo de la ciudad. El municipal tiene una capacidad para 1500 personas, fue inaugurado en 1979 y reformado en 2014. También destacan la A.D. Balonmano Tarazona, el Centro Excursionista Moncayo, el Club Atletismo Tarazona o la Agrupación de Caza y tiro de Tarazona.
El Seminario de Tarazona que data de 1958, además de ser hostal, casa de espiritualidad y albergue, dispone de unas amplias instalaciones deportivas. En el campo de rugby del seminario juega sus partidos el Club de Rugby Seminario Tarazona, fundado en 1965 y club decano del rugby en Aragón.

## Ciudades hermanadas
- Orthez (Francia)

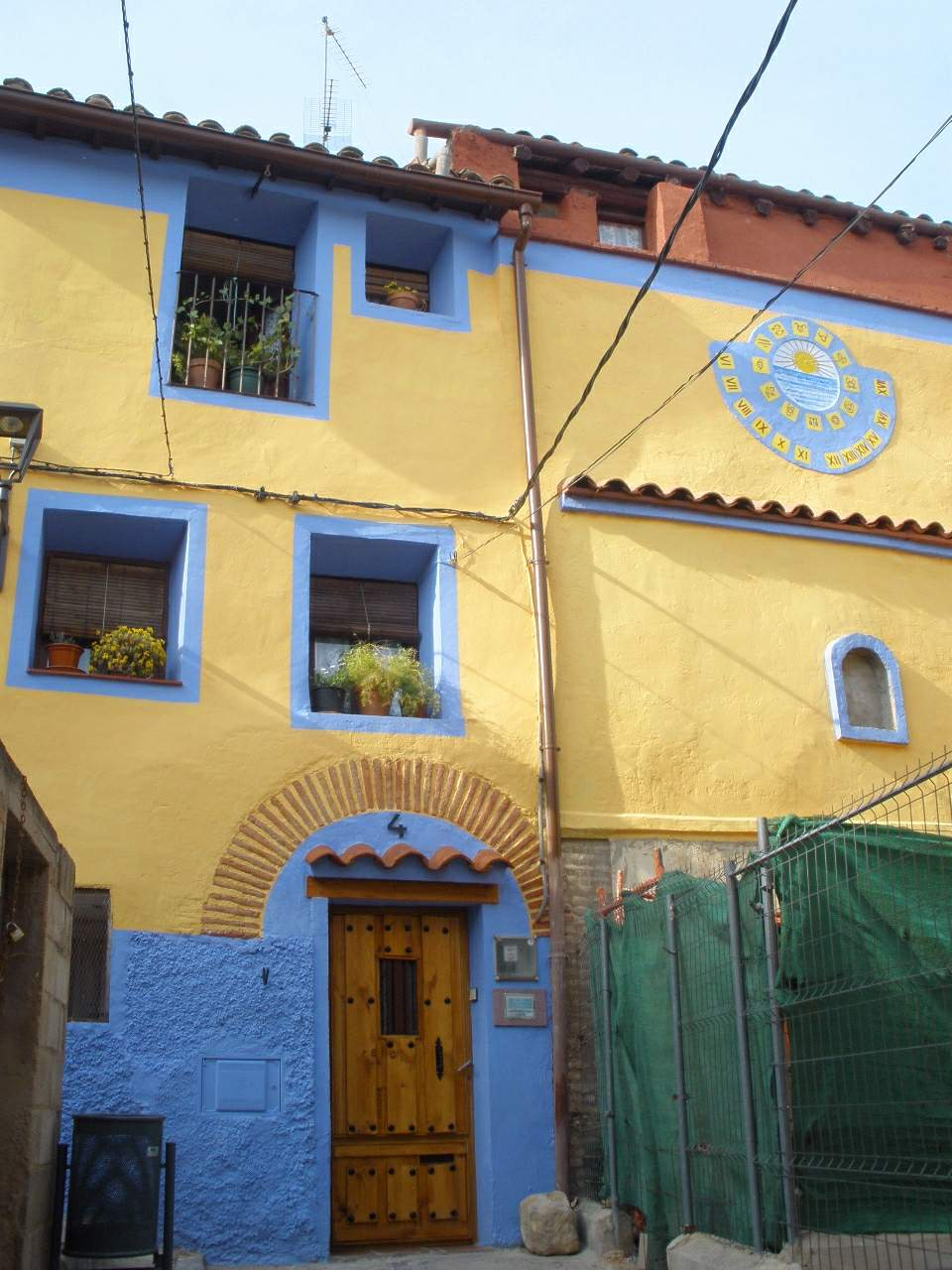
Casa tradicional
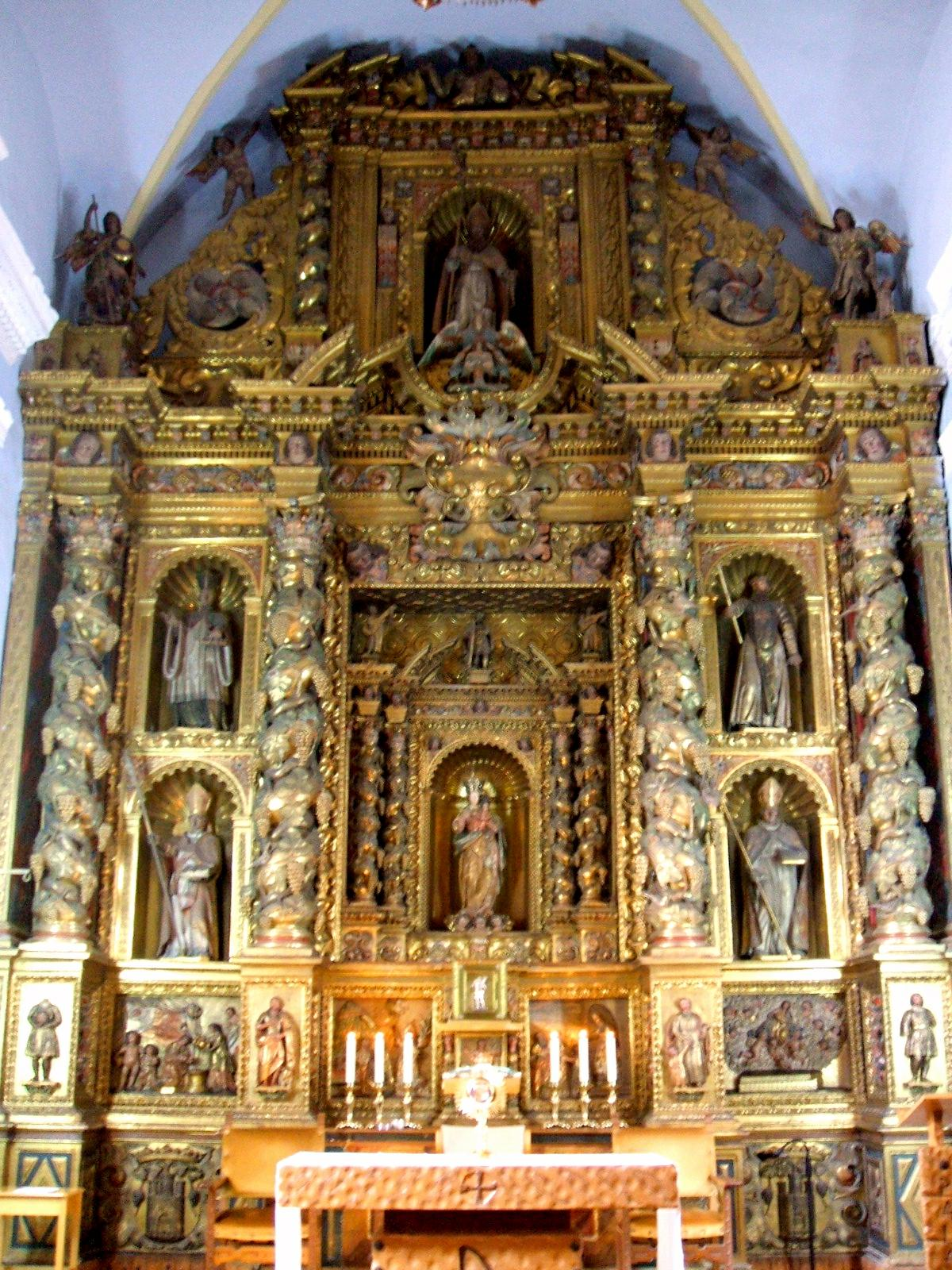
Ermita de la Vigen del Río
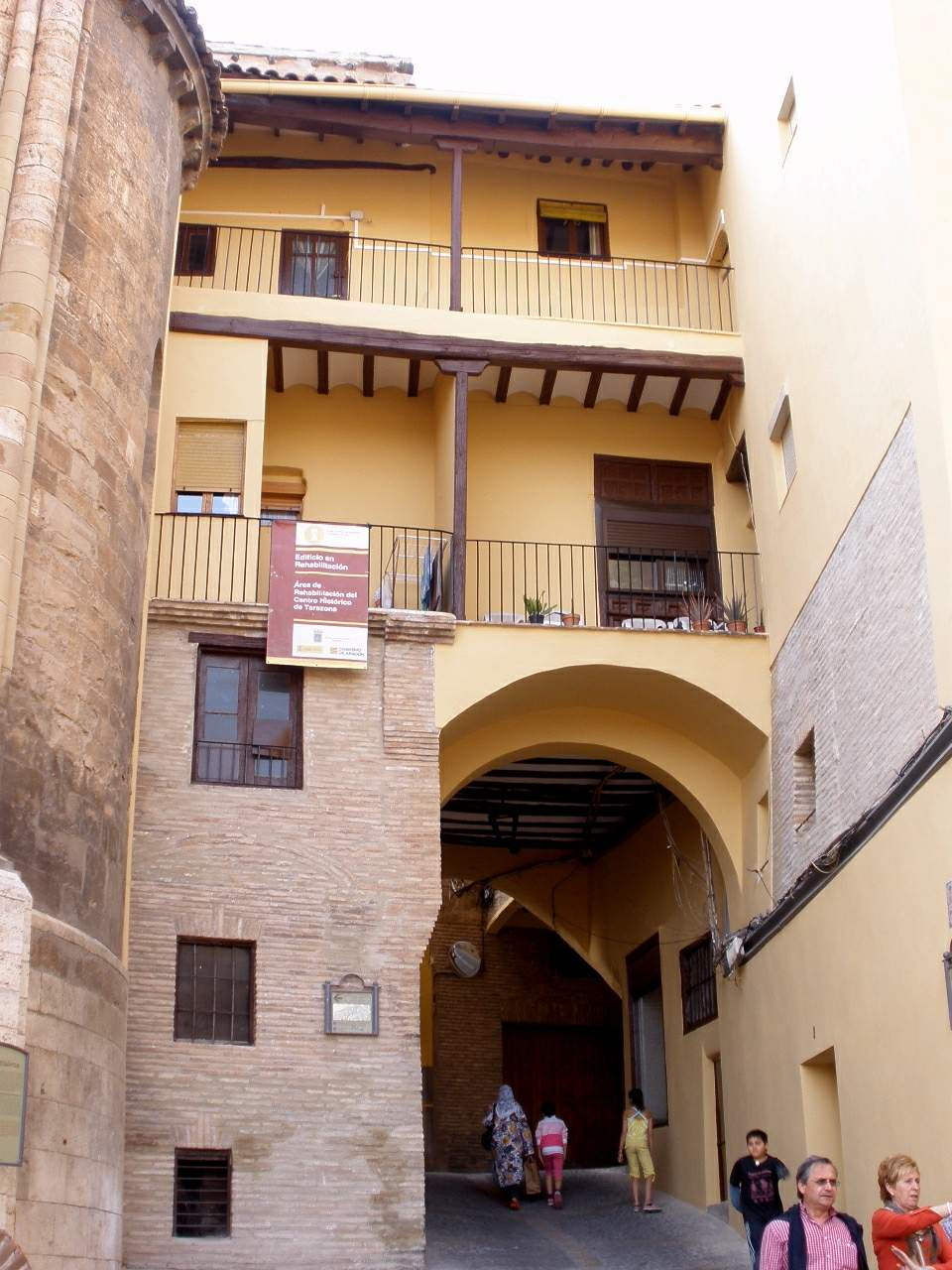
Puerta de Lizarra
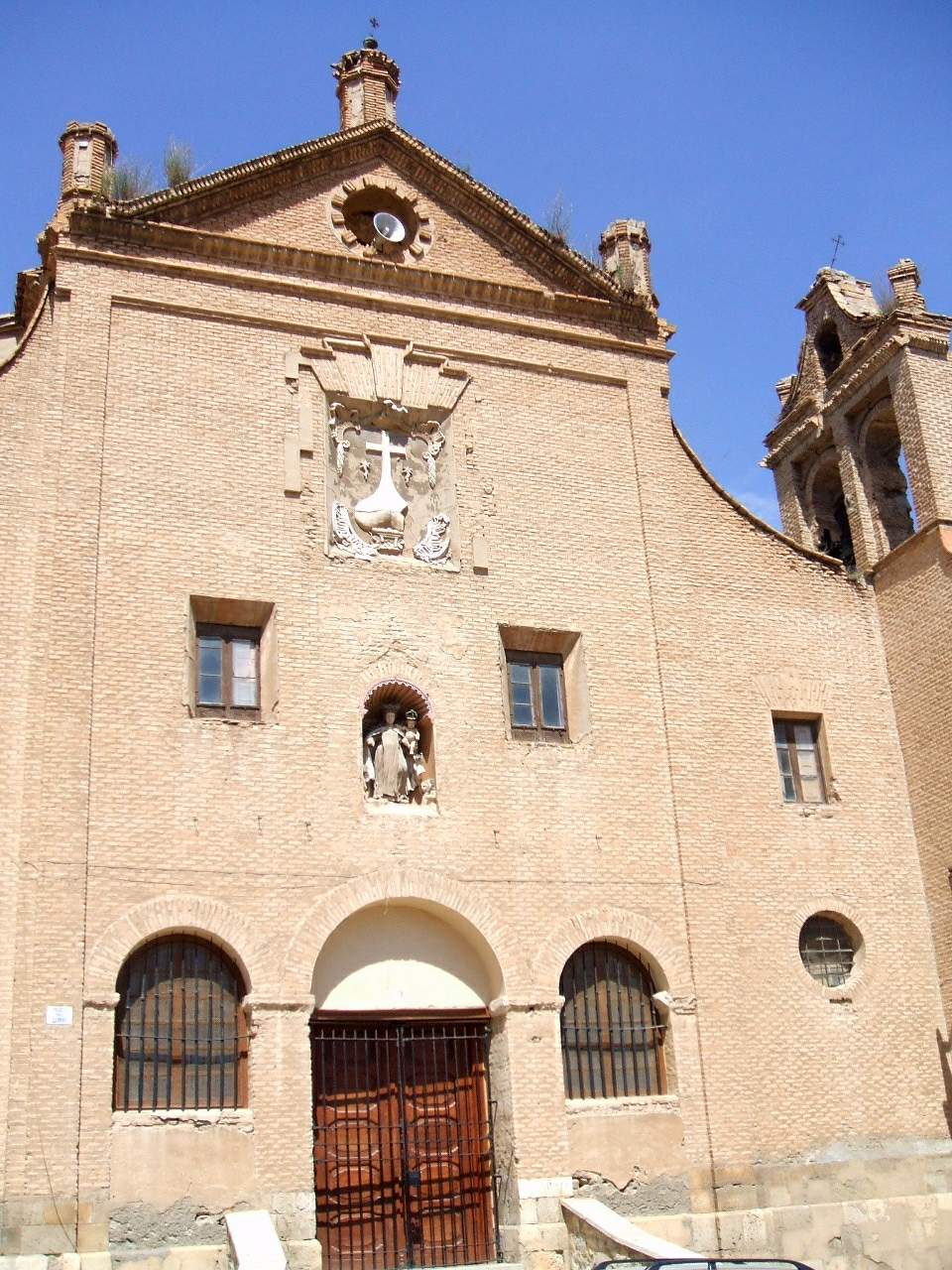
Convento del Carmen
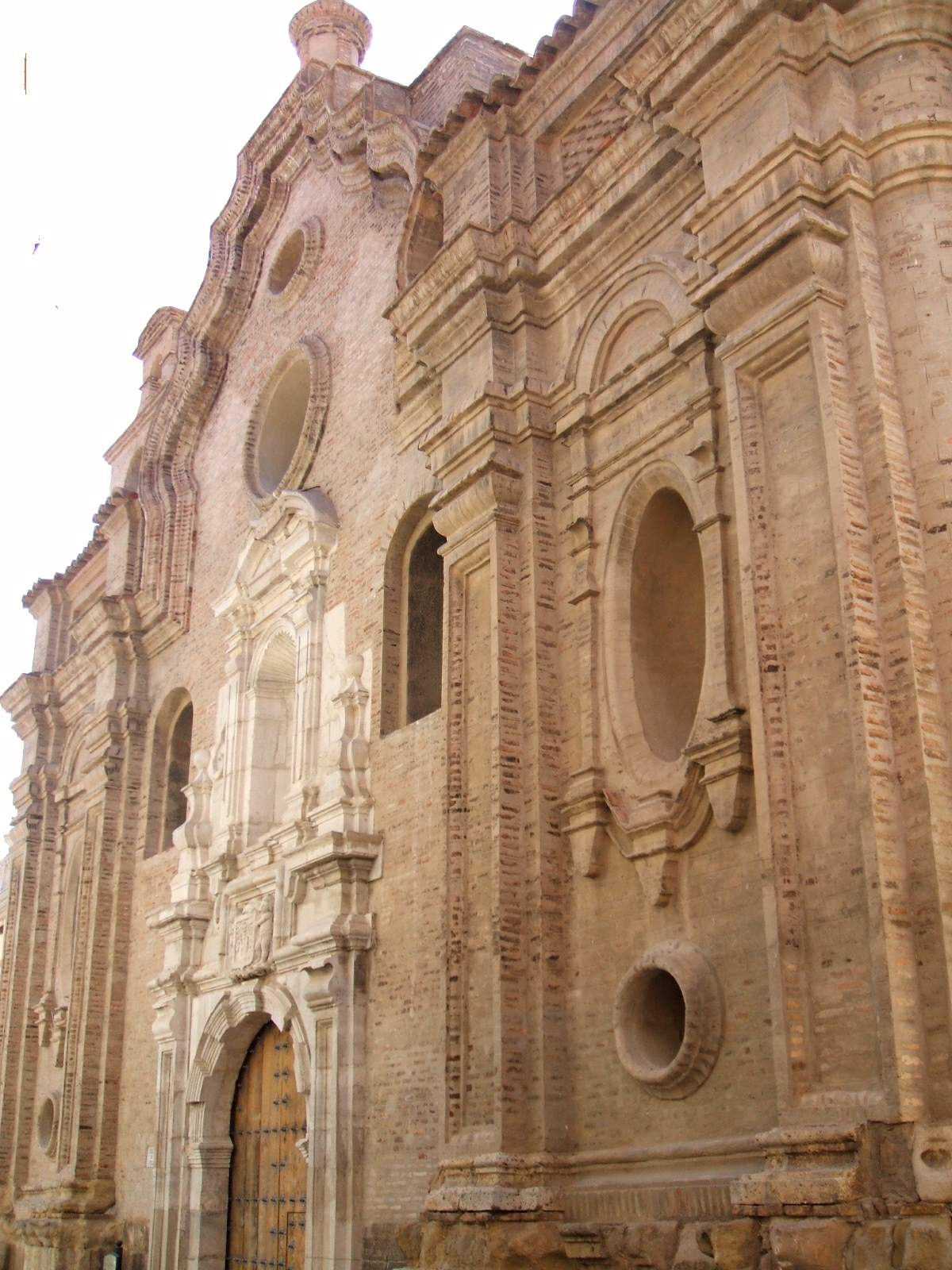
Iglesia de San Atilano (Centro Sociocultural)
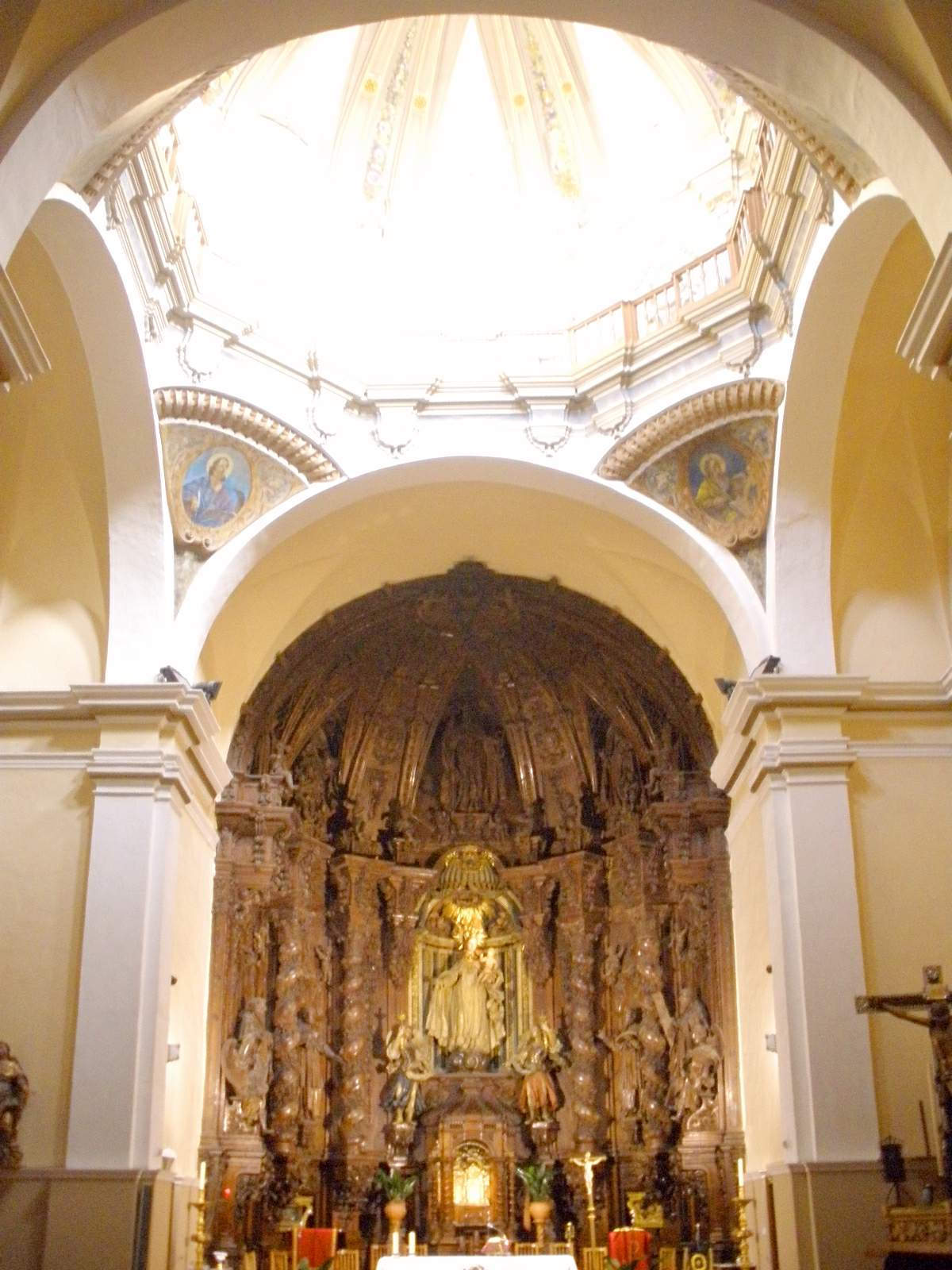
Iglesia del Ex Convento de la Merced
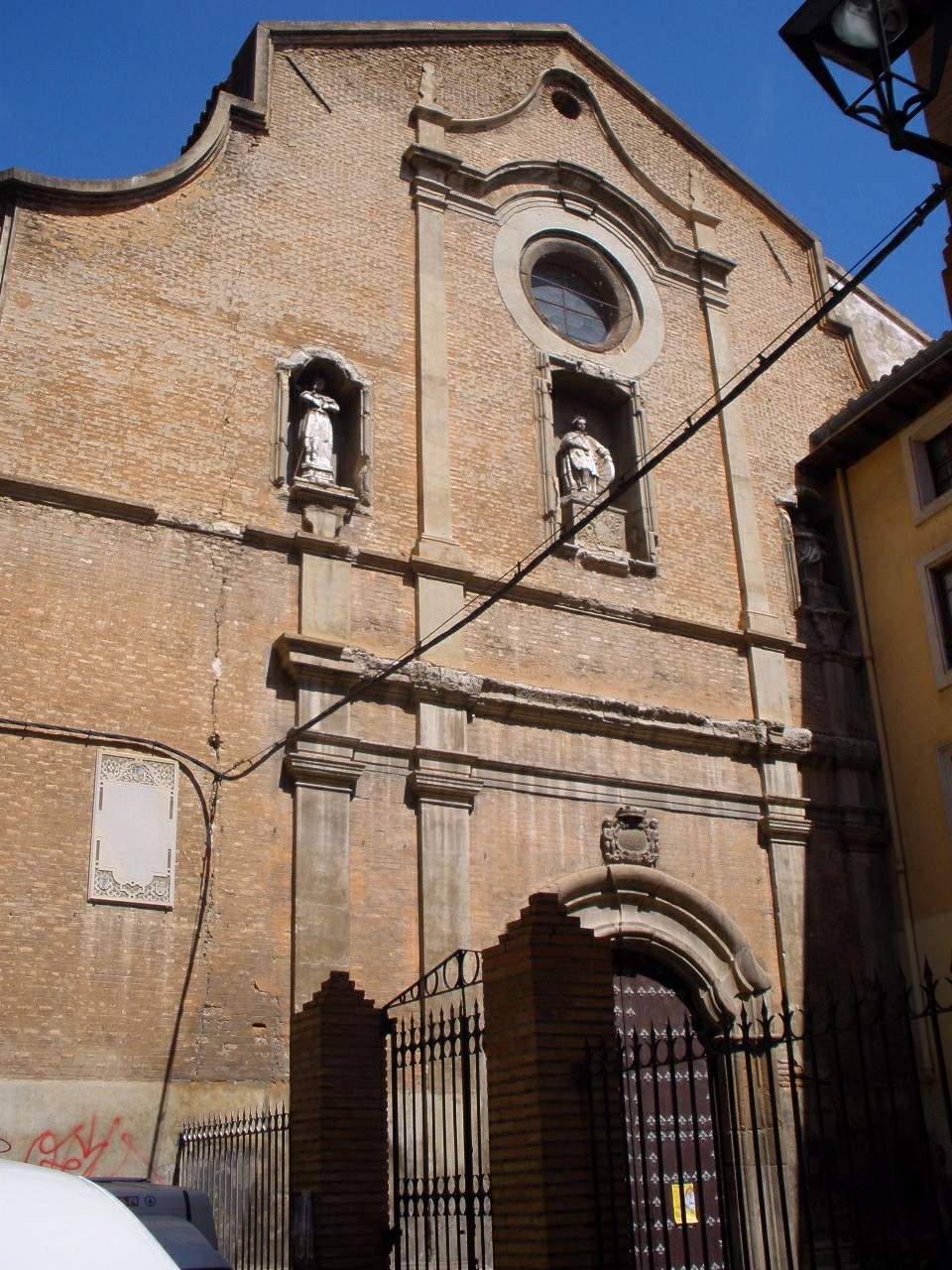
Iglesia de San Vicente Mártir
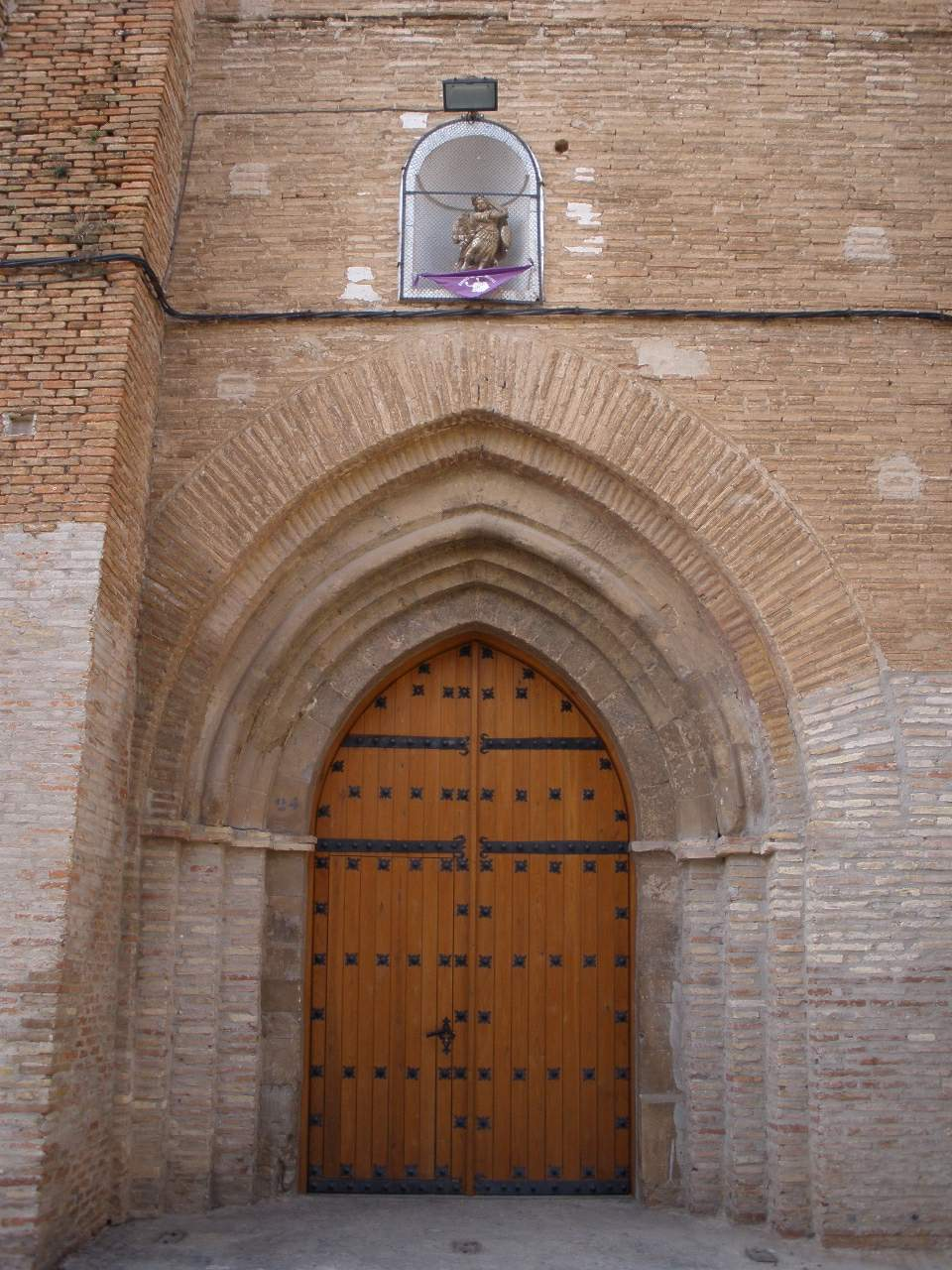
Iglesia de San Miguel
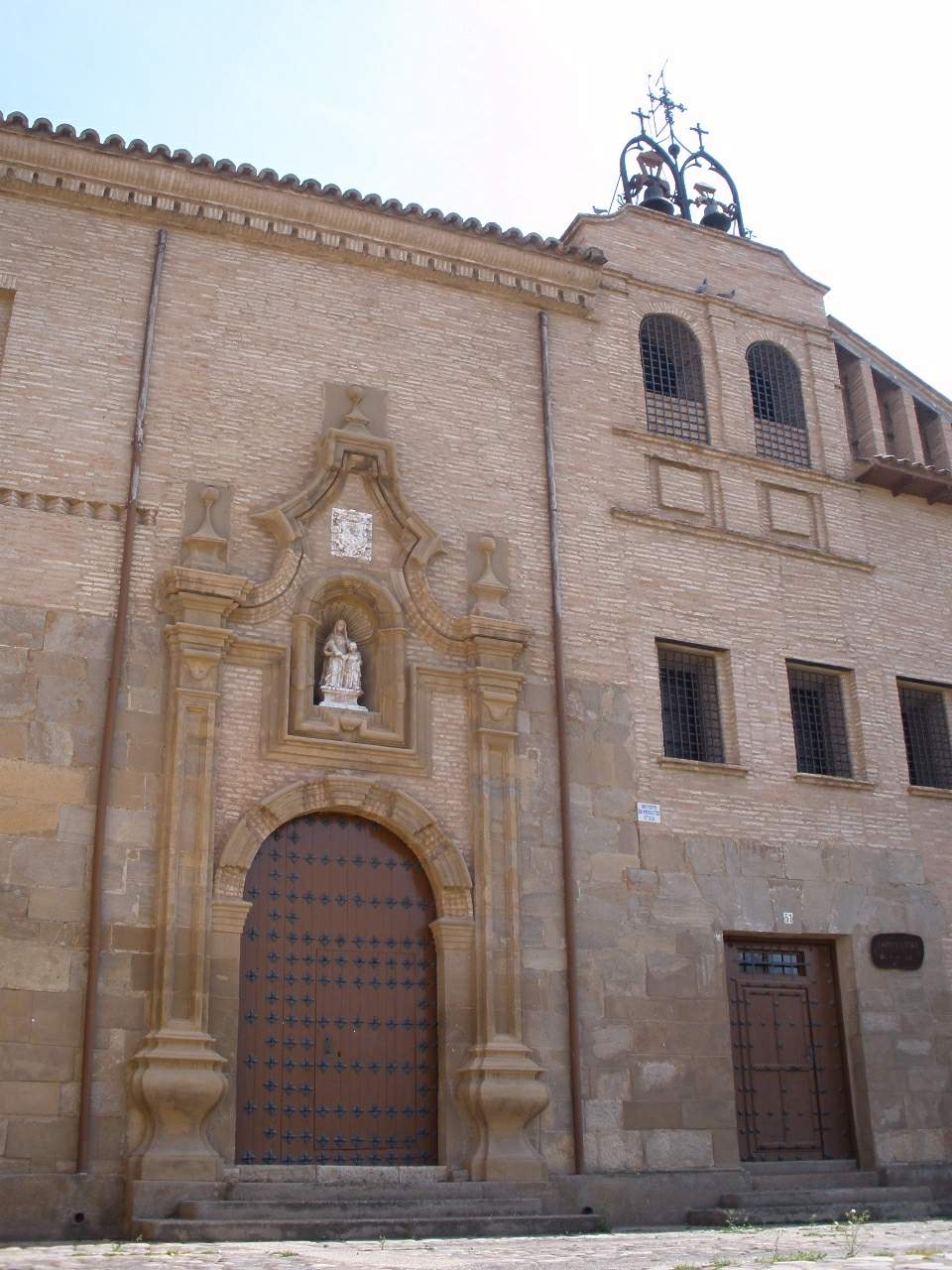
Ex Convento de Santa Ana, de MM Carmelitas Descalzas
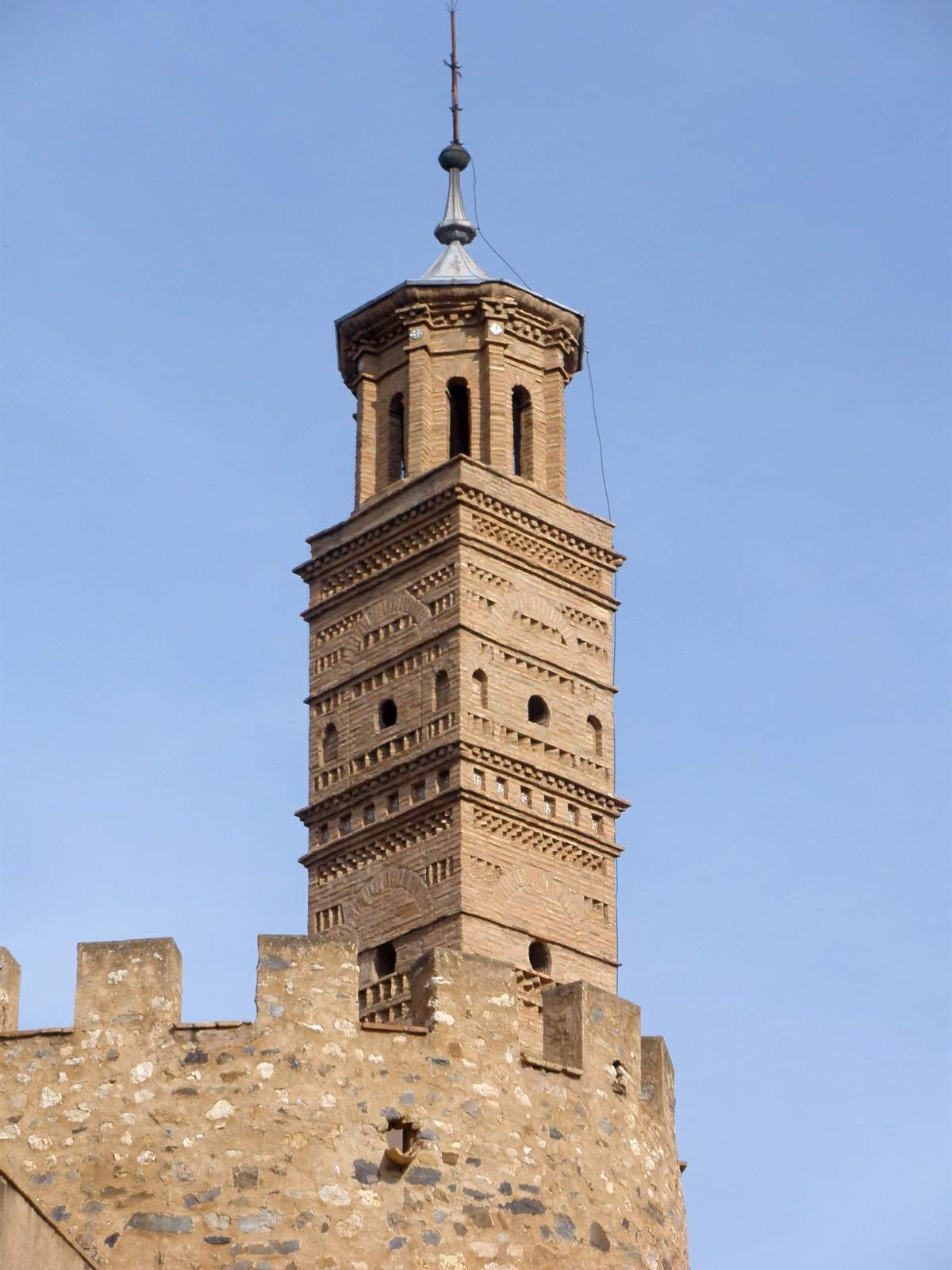
Torre del Ex Convento de la Concepción